# Galdhøpiggen
Galdhøpiggen (pronunție în norvegiană [ˈɡɑ̀ɫhøːˌpɪɡn̩]) este un vârf montan din masivul Jotunheimen, Alpii Scandinaviei. Având o înălțime de 2.469 m, vârful reprezintă punctul de maximă altitudine din Norvegia, Scandinavia și Europa de Nord. Galdhøpiggen este situat în municipalitatea Lom, provincia Innlandet, fiind cel mai înalt dintre cele 31 de vârfuri de peste 2.300 de metri din lanțul montan Jotunheimen, cel mai înalt masiv din Scandinavia. Localitățile cele mai apropiate sunt satele Fossbergom spre nord-est și Øvre Årdal spre sud-vest.

## Etimologie
Denumirea vârfului, Galdhøpiggen, provine din termenii norvegieni piggen care înseamnă „vârf de munte ascuțit”, gald care înseamnă „urcare abruptă pe un drum care străbate un deal sau o creastă” și hø care înseamnă „vârf rotunjit”. Un vechi drum între districtele tradiționale Gudbrandsdalen și Sogn trece pe la poalele vârfului.

## Geografie
Vârful Galdhøpiggen este înconjurat de ghețari. La nord de vârf pornește întinsul Styggebrean, iar la sud se găsește Piggebrean, care se extinde mult spre est, către valea Visdalen. În sud există un alt ghețar, Svellnosbrean, care, de asemenea, coboară spre valea Visdalen. Spre vest și nord-vest se află Storjuvbrean, care curge spre valea Leirdalen, prin a cărei parte inferioară trece o secțiune a Traseului turistic national Sognefjellet. 
Spre sud-est de Galdhøpiggen se găsesc două vârfuri secundare ale masivului Jotunheimen: Keilhaus topp (2.355 m) și Svellnose (2.272 m). Următorul vârf important dinspre est este Glittertinden (2.452 m), care se află dincolo de valea Visdalen. Spre vest se află vârful Skardstinden (2.373 m). Un vârf mai puțin proeminent, Galdhøe (2.283 m) este situat spre nord. Izolarea topografică a vârfului este remarcabilă, de 1.568 kilometri, cel mai apropiat vârf mai înalt fiind Kriváň (2.494 m) din munții Tatra Mare din Slovacia.

### Geologie
Din punct de vedere geologic, masivul Jotunheimen, din care face parte Galdhøpiggen, la fel ca majoritatea lanțurilor montane din sudul Norvegiei, s-a format ca urmare a orogenezei caledoniene. Vârful este constituit din gabro, o rocă tare, dar destul de grosieră, care se găsește în cea mai mare parte a lanțului montan Jotunheimen. În perioada erelor glaciare, a fost puternic erodat, luând forma actuală. Teoria conform căreia cele mai înalte vârfuri din Norvegia au rămas deasupra gheții ca nunatak-uri a fost abandonată de majoritatea geologilor. Teoria se potrivește cu flora actuală din zonă, dar nu se potrivește cu cunoștințele actuale despre grosimea gheții și rezultatele glaciației.

## Parcul Național Jotunheimen
Parcul Național Jotunheimen (în norvegiană Jotunheimen nasjonalpark) este un parc național din Norvegia, recunoscut ca una dintre principalele destinații de drumeție și pescuit ale țării. Parcul național se întinde pe o suprafață de 115.475 ha (1.154,75 km2), acoperind cea mai mare parte a masivului Jotunheimen din Alpii Scandinaviei și incluzând peste 250 de vârfuri cu altitudinea de peste 1.900 de metri, inclusiv cele mai înalte două vârfuri din Europa de Nord: Galdhøpiggen (2.469 m) și Glittertinden (2.465 m).
Denumirea Jotunheimen („Casa uriașilor”) este relativ recentă, fiind datorată lui Aasmund Olavsson Vinje (1818–1879), un celebru poet și jurnalist norvegian care a inventat termenul în 1862, adoptându-l după denumirea dată anterior de Balthazar Mathias Keilhau, Jotunfjellene („Munții uriașilor”).
Pășunile montane au fost folosite pentru transhumanță timp de cel puțin 1.000 de ani. Jotunheimen a fost un loc de vânătoare încă din preistorie. Rămășițe ale unor tabere de vânătoare din Epoca de piatră au fost găsite în apropierea lacurilor Gjende și Russvatnet. Vestigiile arheologice acoperă perioade care parcurg Epoca bronzului și a fierului, până în Evul mediu. În februarie 2020, cercetătorii programului Secrets of the Ice au descoperit un vârf de săgeată viking vechi de 1.500 de ani, datând din epoca germanică a fierului, care fusese prins într-un ghețar din munții Jotunheimen, topit în urma încălzirii globale. Vârful de săgeată din fier, alături de care au fost descoperite axul din lemn al săgeții și una dintre penele cozii, are 18 cm lungime și cântărește doar 32 de grame.

### Floră
Zona montană înaltă, reprezentând aproximativ jumătate din suprafața parcului național, este practic lipsită de vegetație și este formată din roci, sedimente, gheață și zăpadă. La altitudini mai joase se găsesc câteva tipuri rezistente de vegetație, specifice acestor zone. Cea mai mare parte a suprafeței parcului național se situează deasupra limitei superioare a pădurii, dar în văile de munte cresc păduri de mesteacăn alb (Betula pubescens), parte a ecoregiunii Global 200 Pădurea montană scandinavă de mesteacăn și pajiști (în engleză Scandinavian Montane Birch Forest and Grasslands). 
Specificul pădurii din acești munți înalți este că nu conține conifere, ci mesteacăn alb, fiind singura de acest fel din tundra nordică. Acoperiți de mușchi și licheni, acești arbori cresc în zonele cele mai înalte până la doar 2-3 m înălțime, adăpostind exemplare de vuietoare (Empetrum nigrum), licheni de ren (Cladonia rangiferina) și mur pitic (Rubus chamaemorus). Desișurile de salcie ierboasă (Salix herbacea) și pășunile montane abundă deasupra limitei superioare a pădurii, cedând în cele din urmă locul câmpurilor de zăpadă și gheață în cele mai înalte zone.
Masivul Jotunheimen deține recorduri de înălțime pentru multe dintre plantele montane din Norvegia. Un număr de 36 de plante vasculare au fost găsite la altitudini de peste 2.000 m. Până la altitudini de 2.300 m se găsesc argințica (Dryas octopetala), violeta de primăvară (Pulsatilla vernalis), saxifraga piramidală (Saxifraga cotyledon), coroana regelui (Rhodiola rosea), angelica (Angelica archangelica).
Galdhøpiggen deține două recorduri probabil de neatins în Europa de Nord, reprezentând limita superioară a habitatului pentru gălbeneaua glaciară (Ranunculus glacialis) - 2.370 m și saxifraga purpurie (Saxifraga oppositifolia) - 2.350 m, ceea ce demonstrează adaptabilitatea acestor flori la clima extrem de aspră.

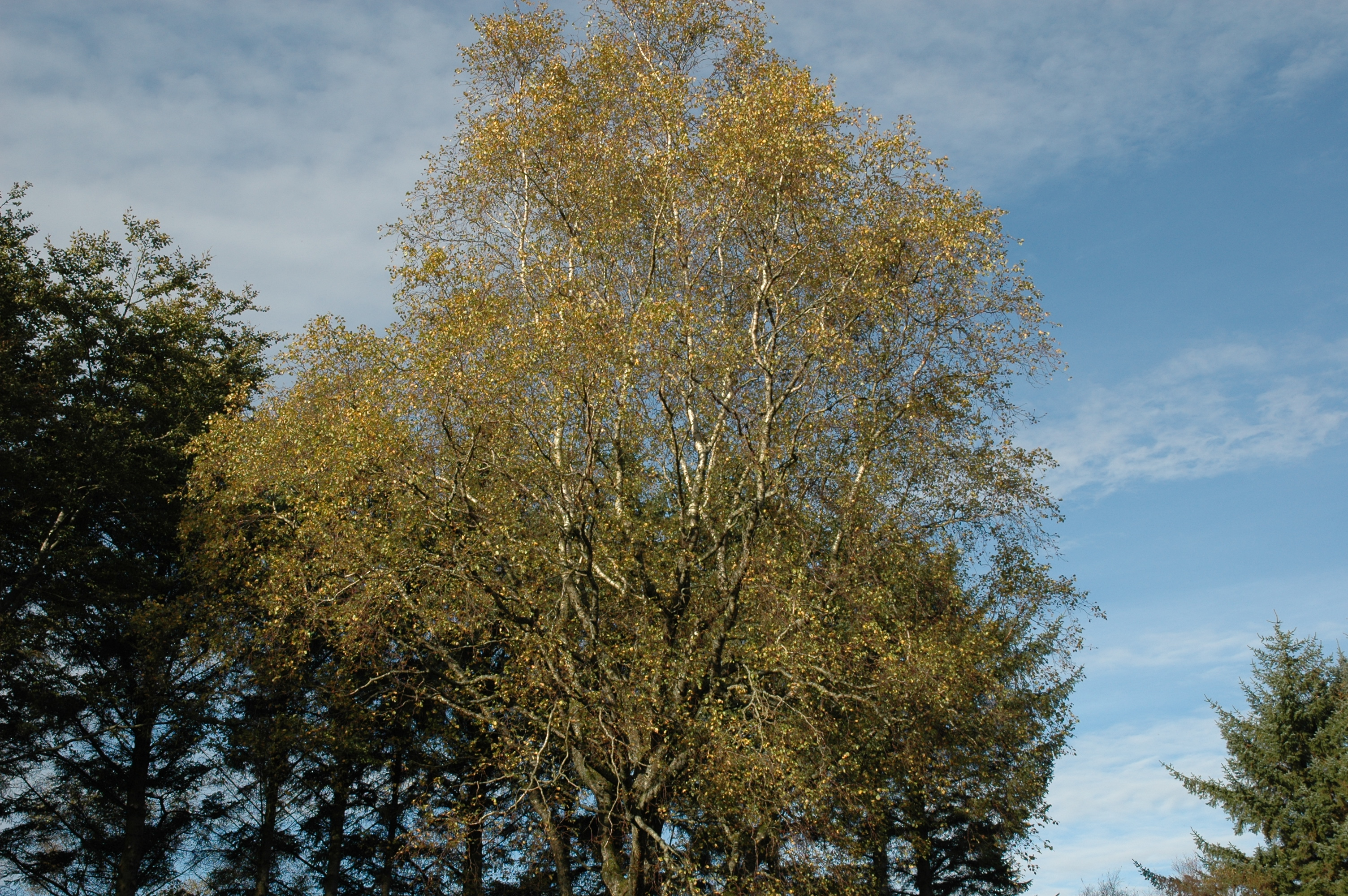
Mesteacăn alb (Betula pubescens)
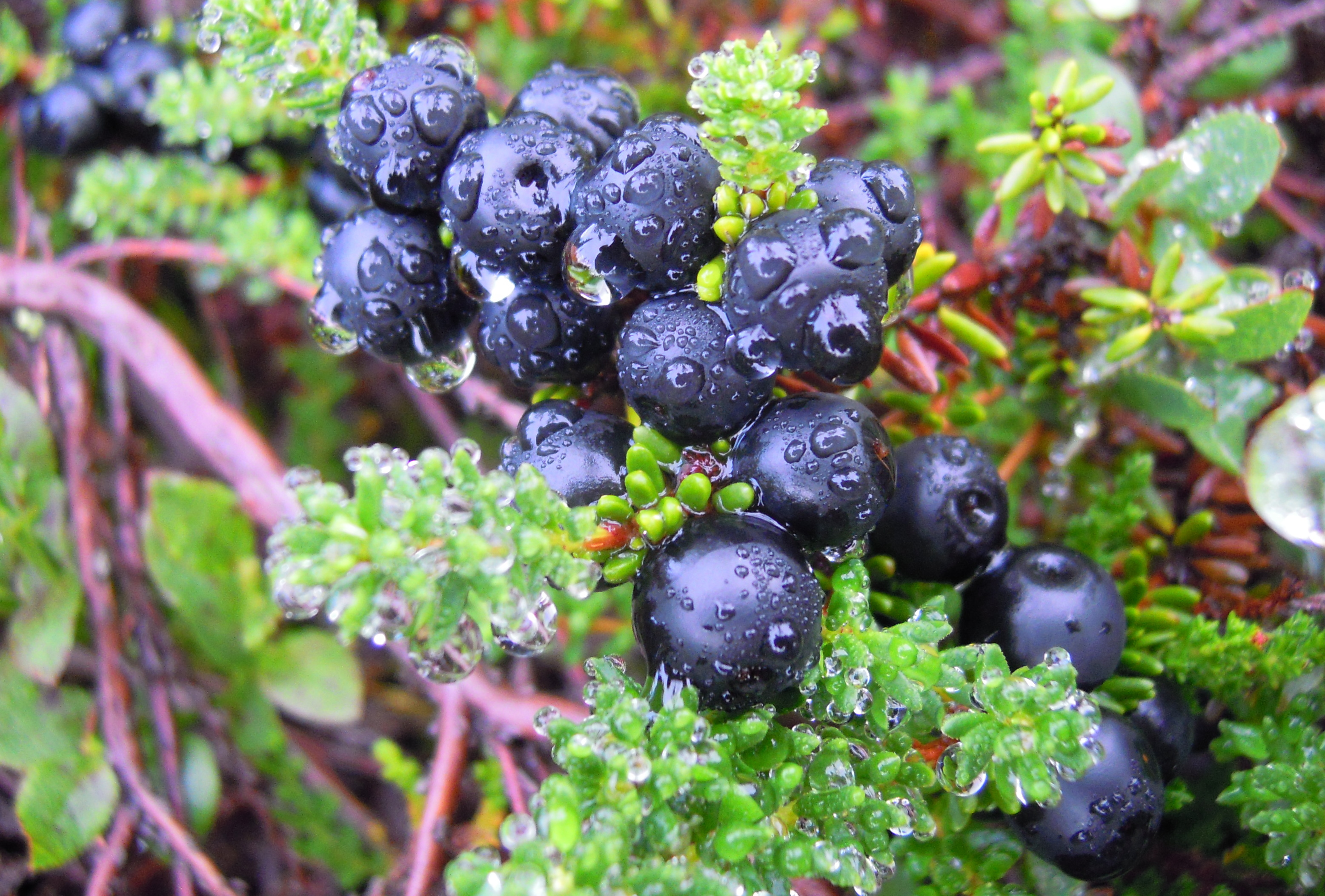
Vuietoare (Empetrum nigrum)
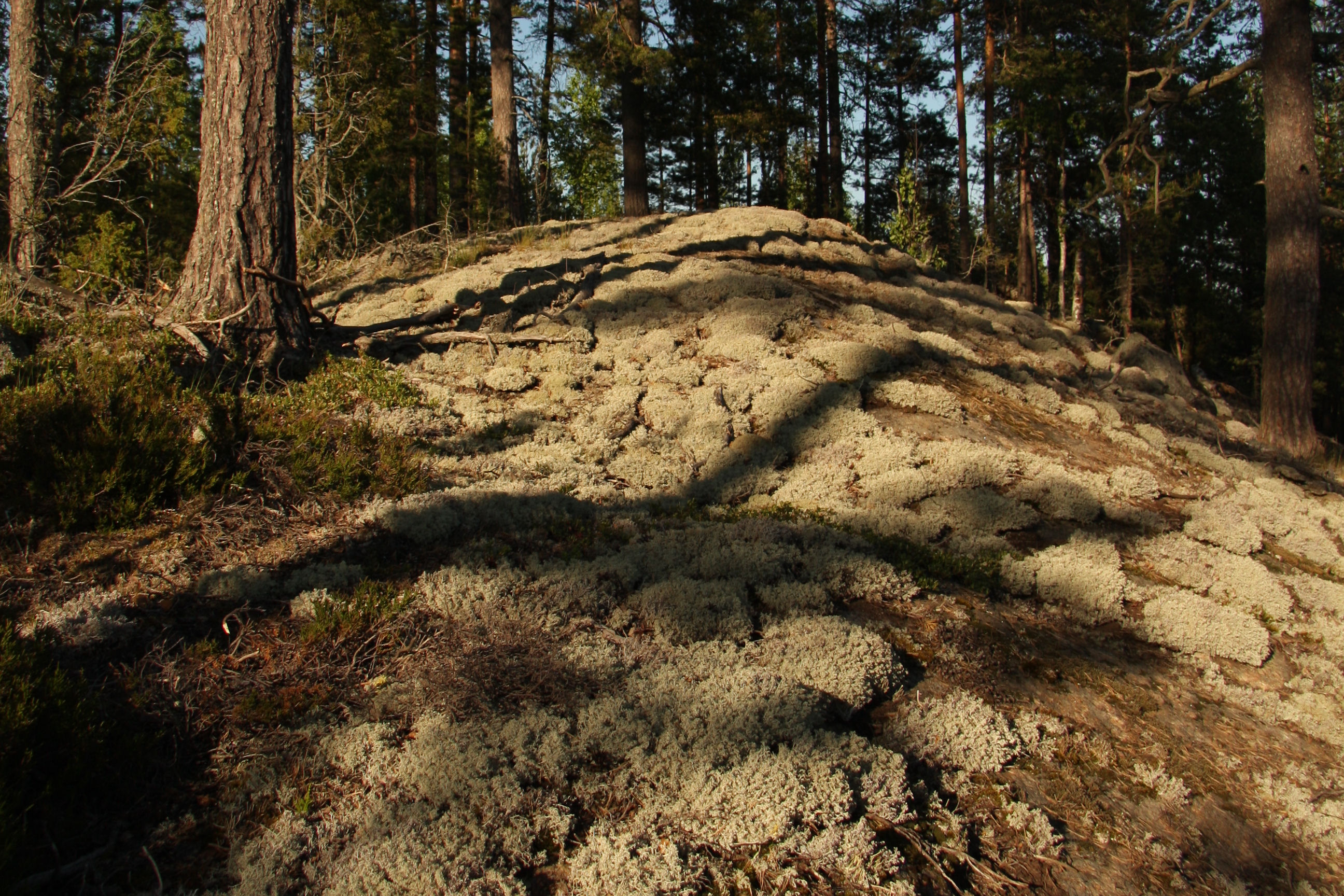
Licheni de ren (Cladonia rangiferina)
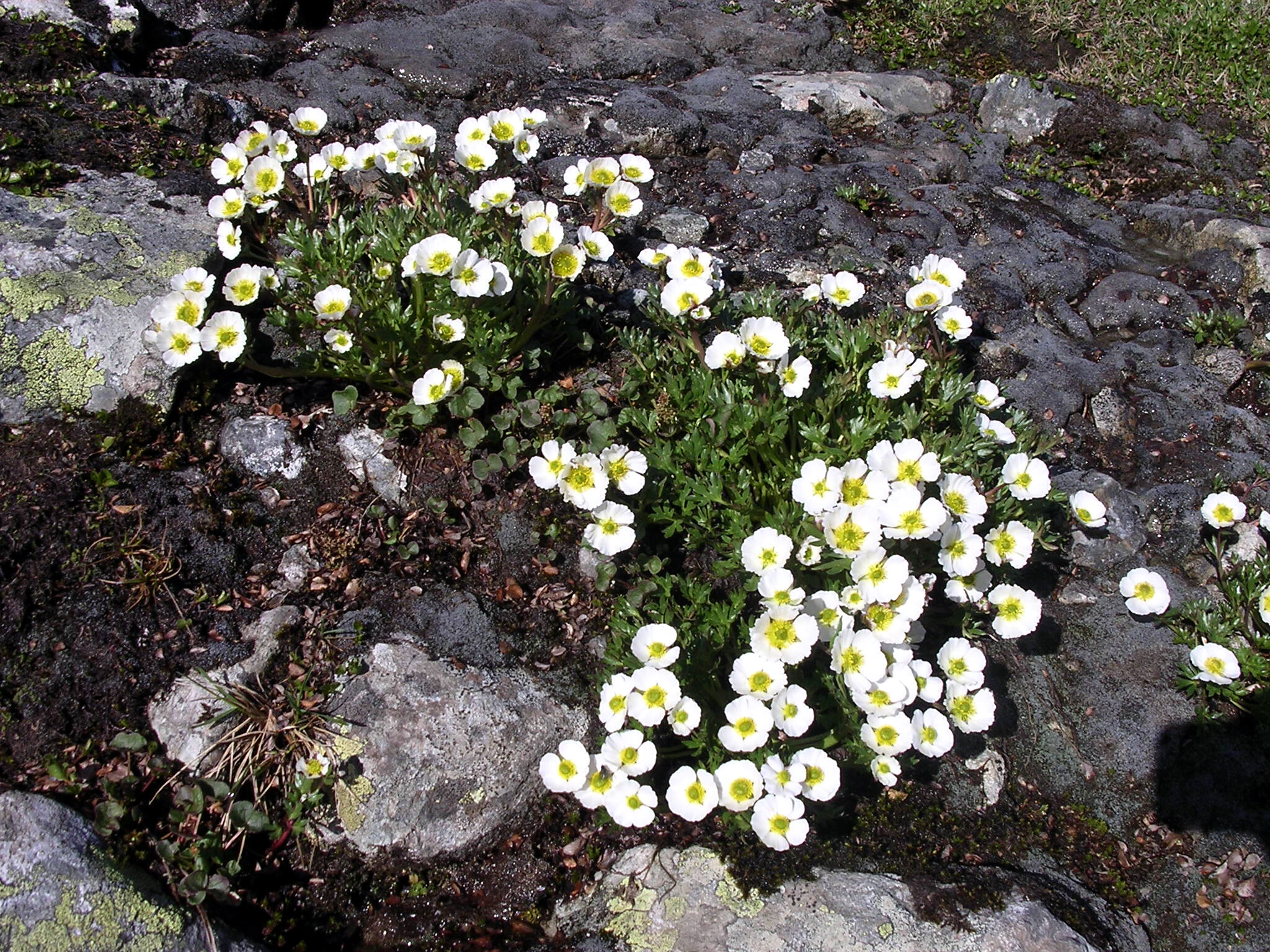
Gălbenea glaciară (Ranunculus glacialis)
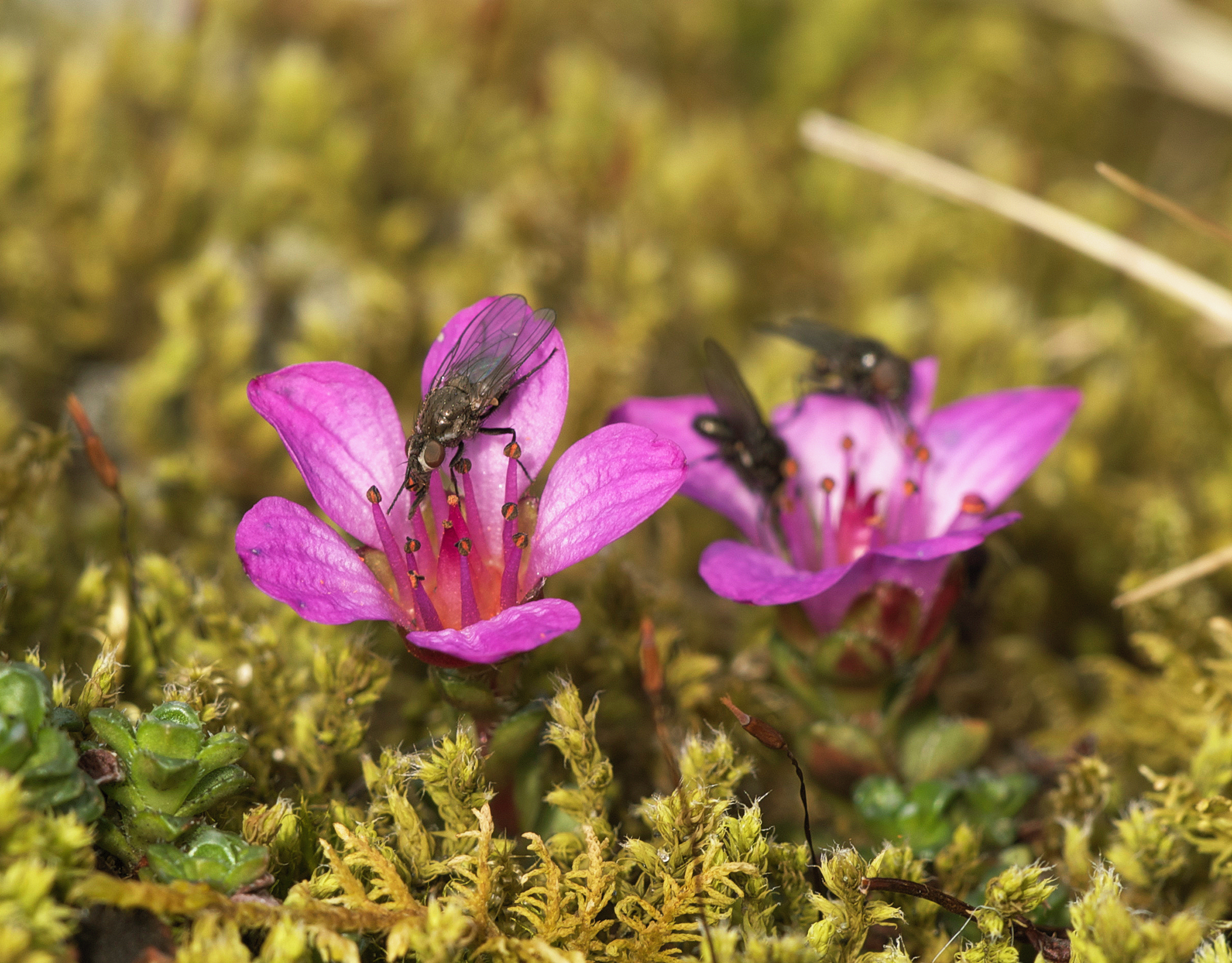
Saxifraga purpurie
(Saxifraga oppositifolia)

### Faună
Fauna sălbatică din parc include mici prădători precum nurca americană (Neovison vison), jderul de copac (Martes martes), hermina (Mustela erminea), nevăstuica (Mustela nivalis), rozătoare precum șoarecele de pământ (Microtus agrestis), șoarecele de tundră (Microtus oeconomus), șoarecele scurmător (Myodes glareolus). Dintre carnivore, cea mai răspândită este vulpea roșie (Vulpes vulpes), dar există și o mică populație de vulpi polare (Vulpes lagopus).
În zona montană, cel mai răspândit prădător este glutonul (Gulo gulo). Dintre rumegătoare, se regăsesc renul (Rangifer tarandus), elanul european (Alces alces alces), cerbul roșu norvegian (Cervus elaphus atlanticus) și căprioara (Capreolus capreolus capreolus), animale care nu locuiesc permanent în zona montană, ci o traversează în mod regulat, venind din zonele forestiere învecinate. Rareori, se pot întâlni și exemplare de râs eurasiatic (Lynx lynx lynx). În trecut, erau răspândite populații de lup cenușiu (Canis lupus) și urs brun (Ursus arctos).

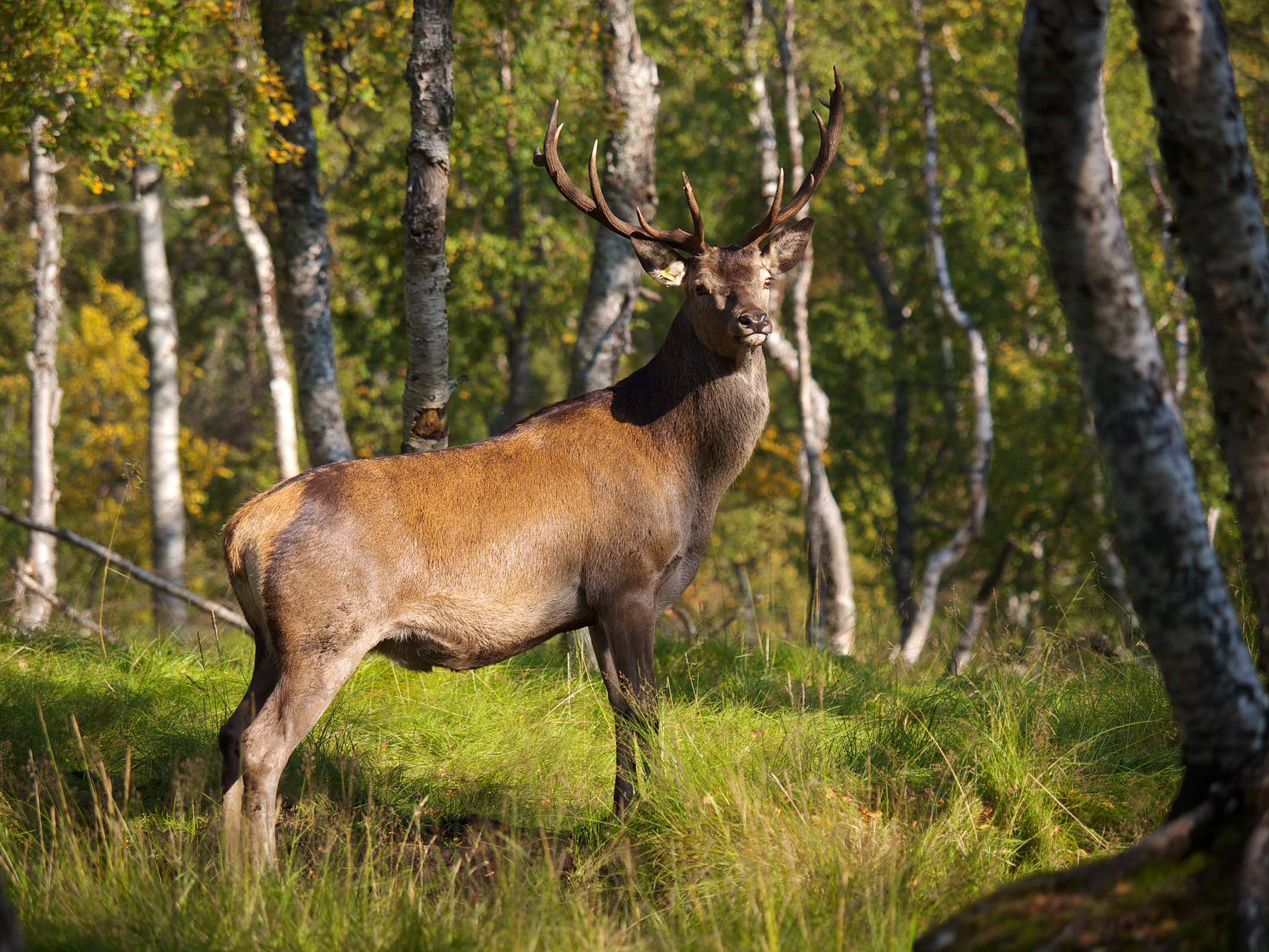
Cerb roșu norvegian (Cervus elaphus atlanticus)
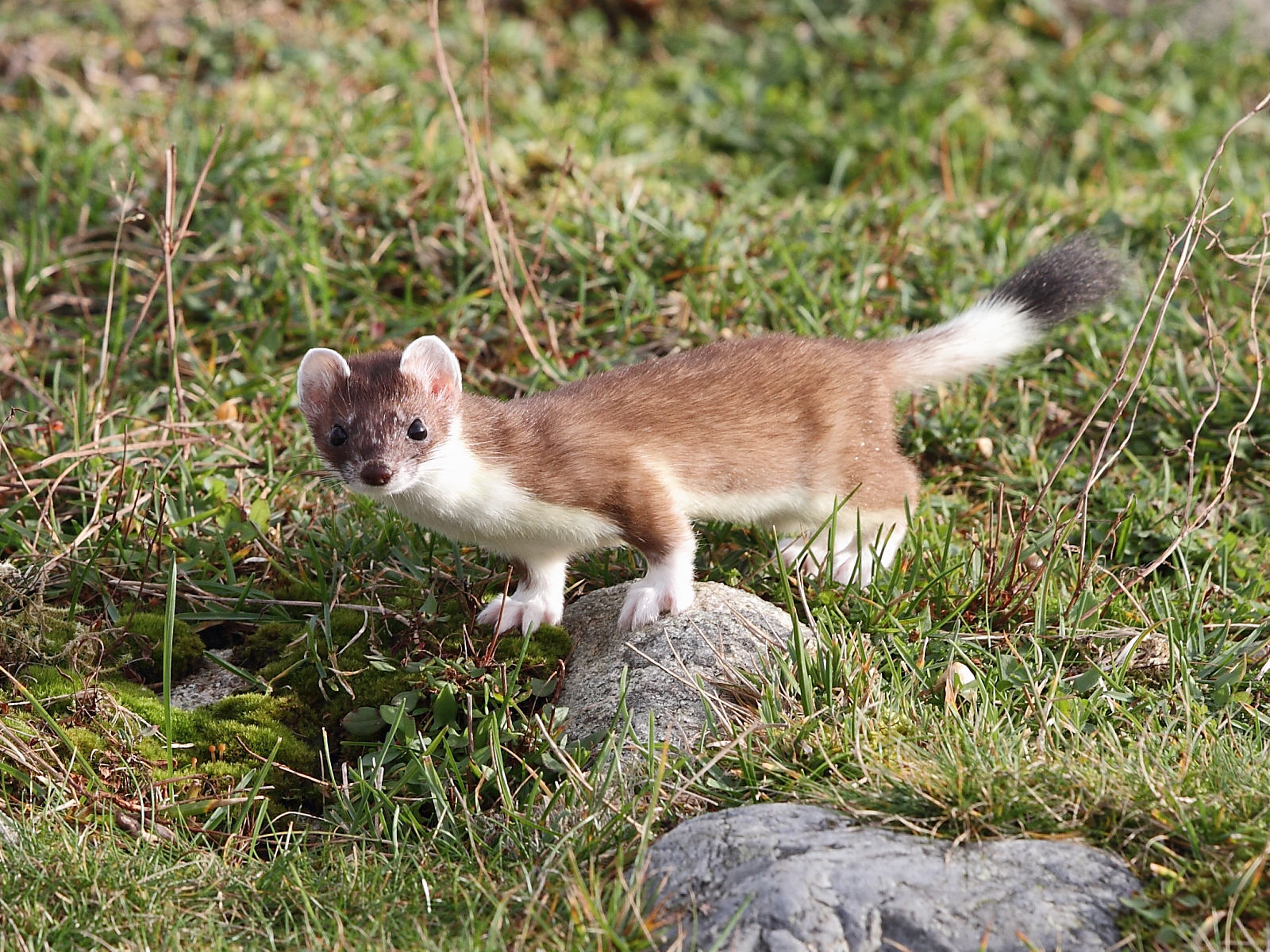
Hermină (Mustela erminea erminea)
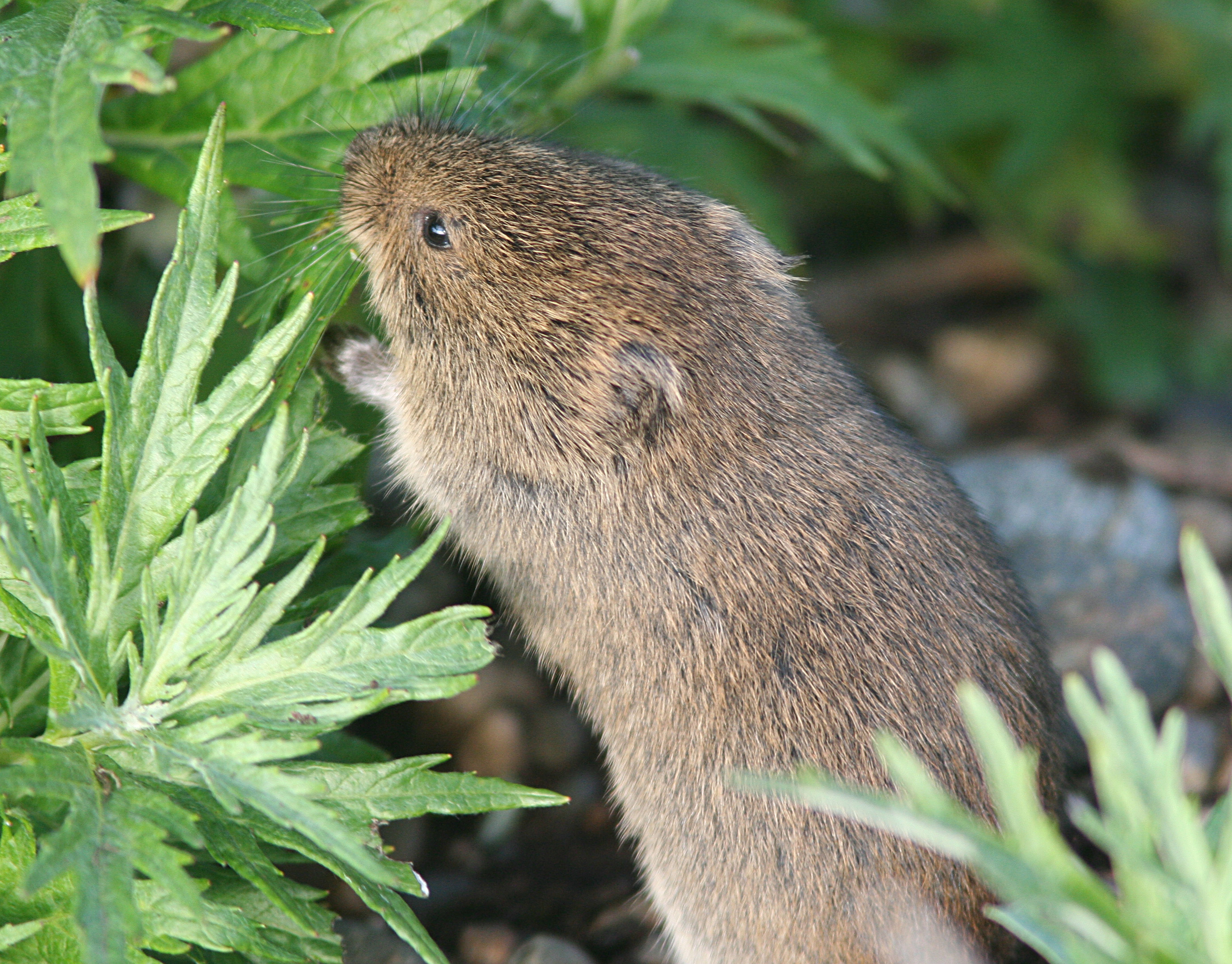
Șoarece de tundră (Microtus oeconomus)
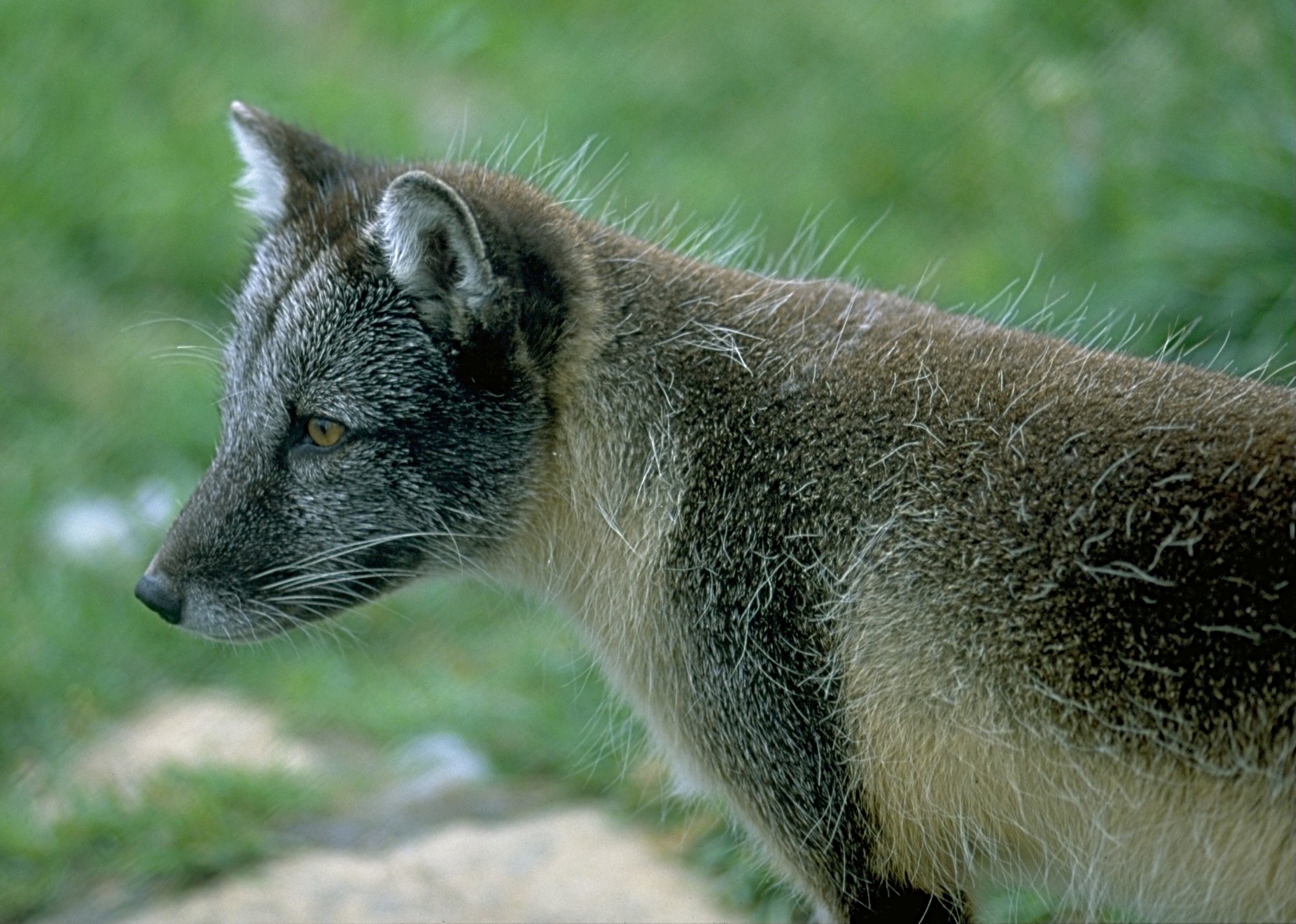
Vulpe polară (Vulpes lagopus)
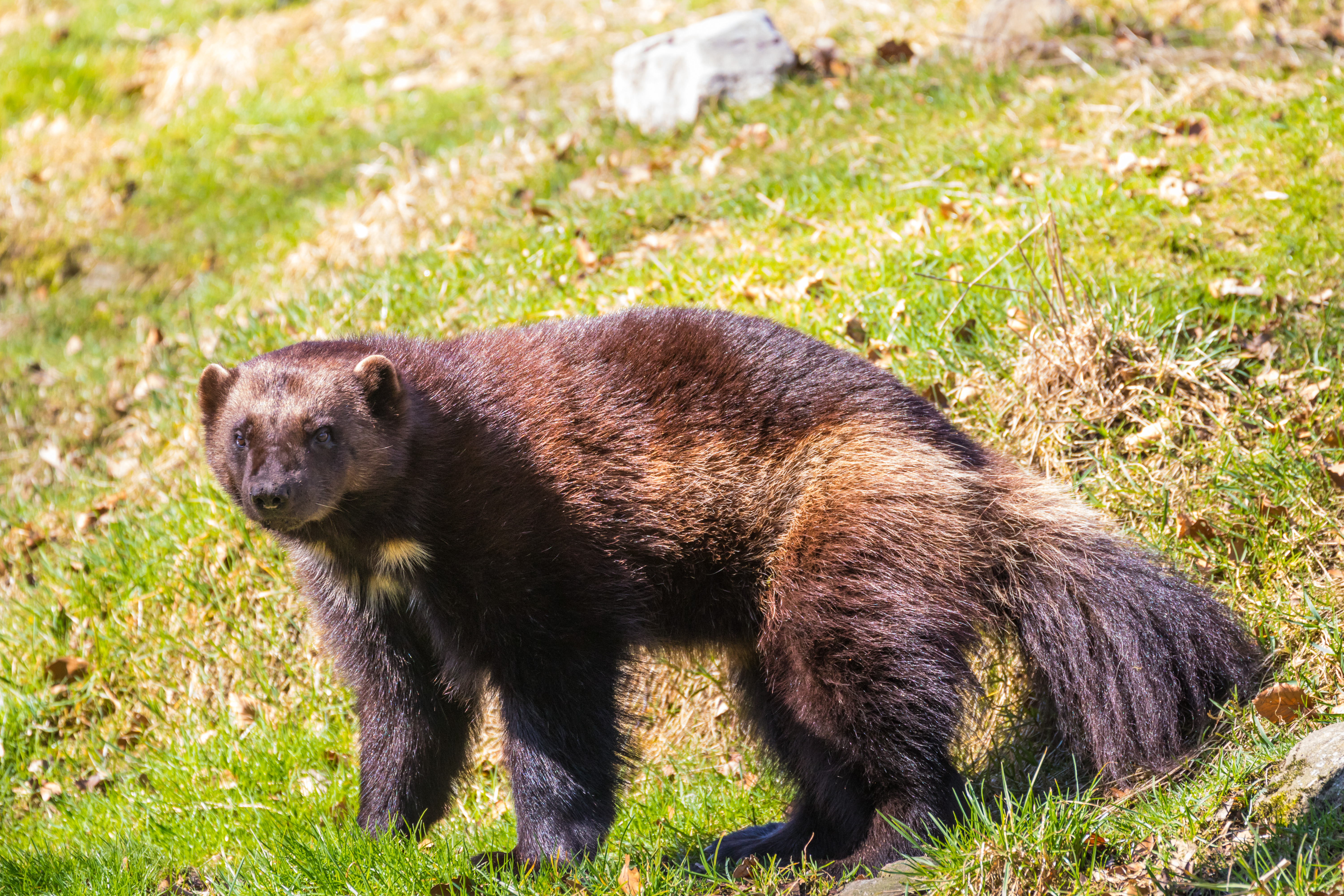
Gluton
(Gulo gulo)

Lemmingul norvegian (Lemmus lemmus), specie aproape endemică, este o specie-cheie, care susține o mulțime de prădători, printre care bufnița polară (Bubo scandiacus), acvila de munte (Aquila chrysaetos) și vulpea polară (Vulpes lagopus), pe cale critică de dispariție. Dintre păsări, potârnichea albă (Lagopus muta) și potârnichea de salcie (Lagopus lagopus) sunt rezidente pe tot parcursul anului.
Dintre păsările cântătoare se găsesc fâsa de luncă (Anthus pratensis), cinteza de iarnă (Fringilla montifringilla), inărița (Acanthis flammea), pitulicea fluierătoare (Phylloscopus trochilus) și privighetoarea cu gușă albastră (Luscinia svecica). Dintre păsările migratoare care cuibăresc pe munte se evidențiază ploierul auriu (Pluvialis apricaria), iar dintre răpitoare șorecarul încălțat (Buteo lagopus), vânturelul roșu (Falco tinnunculus), ciuhurezul undulat (Surnia ulula) și ciuful de câmp (Asio flammeus).

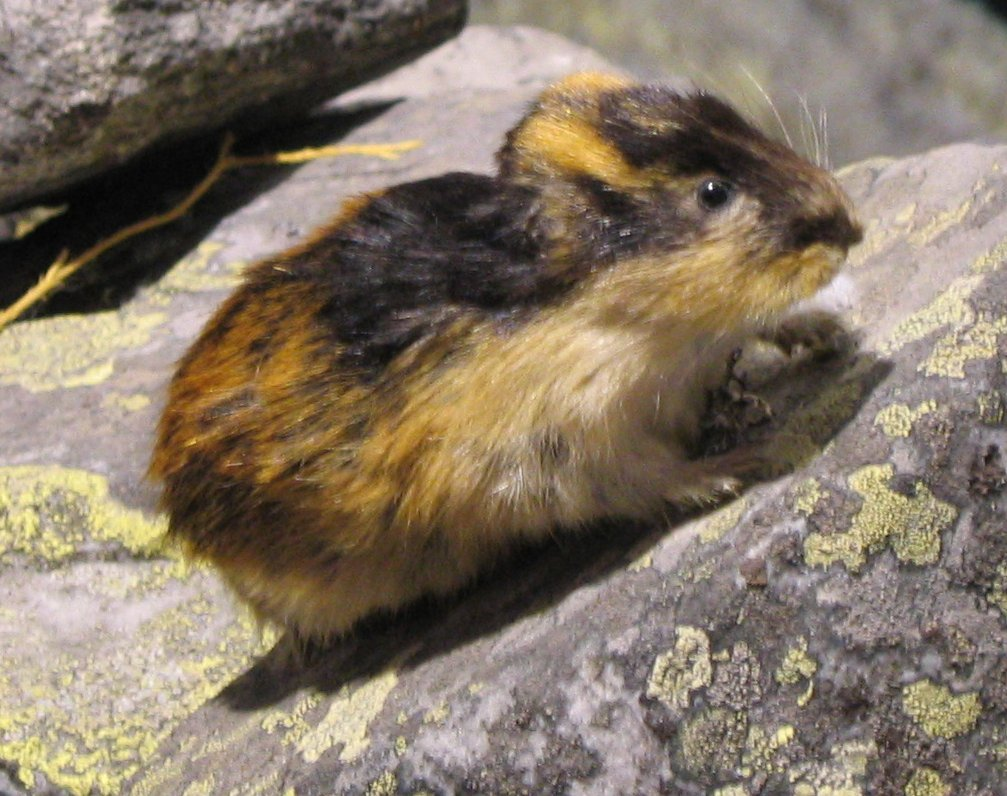
Lemming norvegian (Lemmus lemmus)
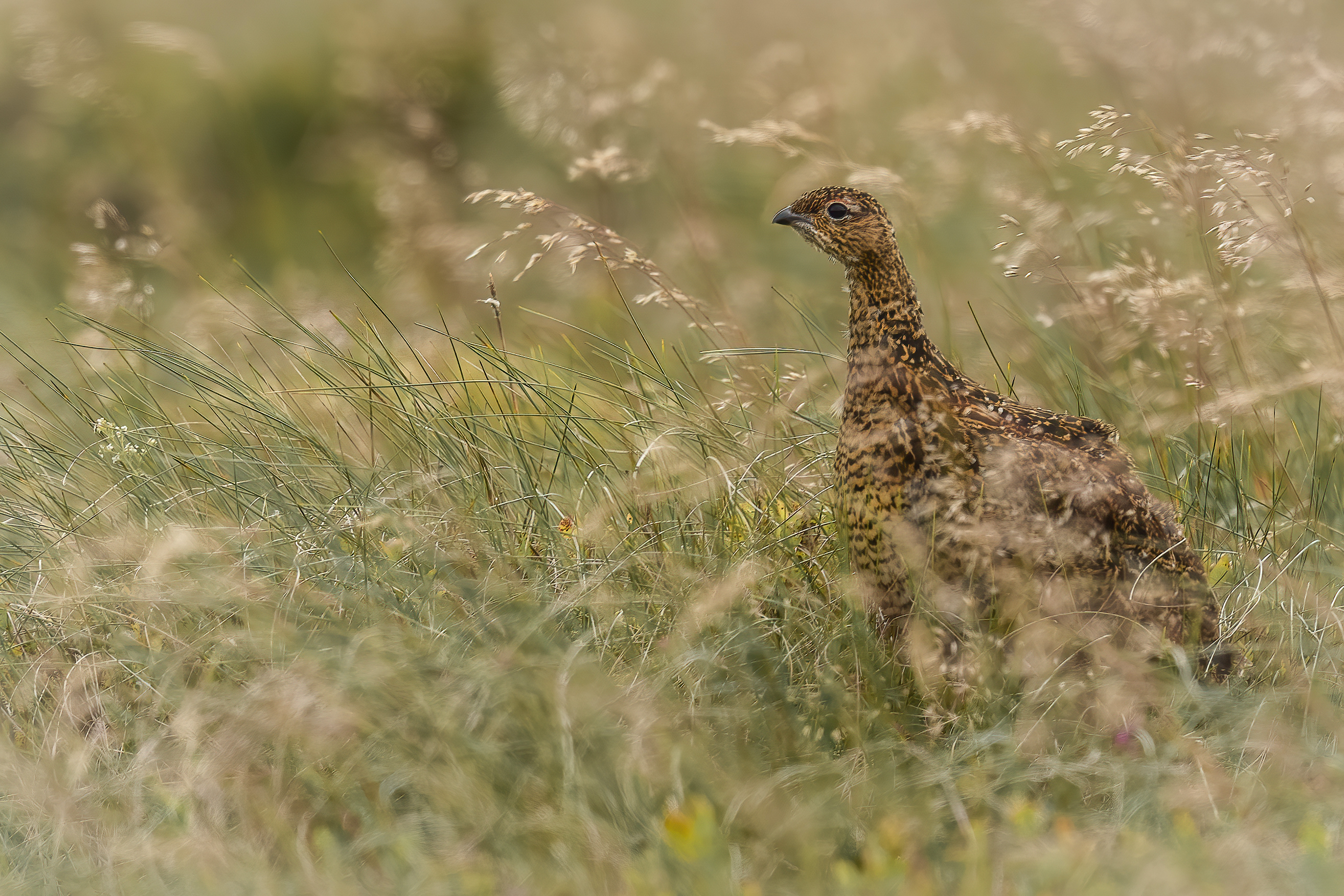
Potârniche de salcie (Lagopus lagopus)
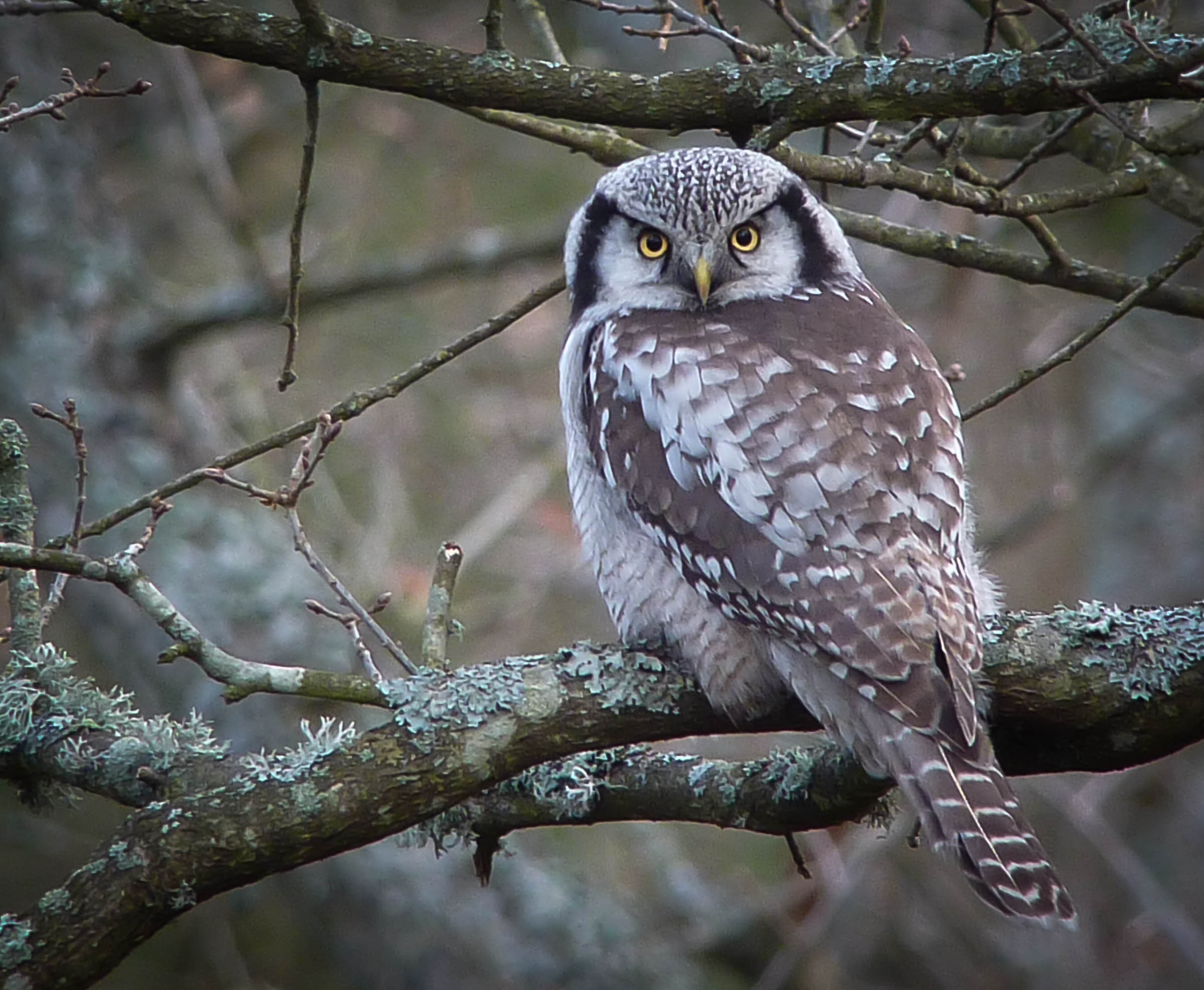
Ciuhurez undulat (Surnia ulula)
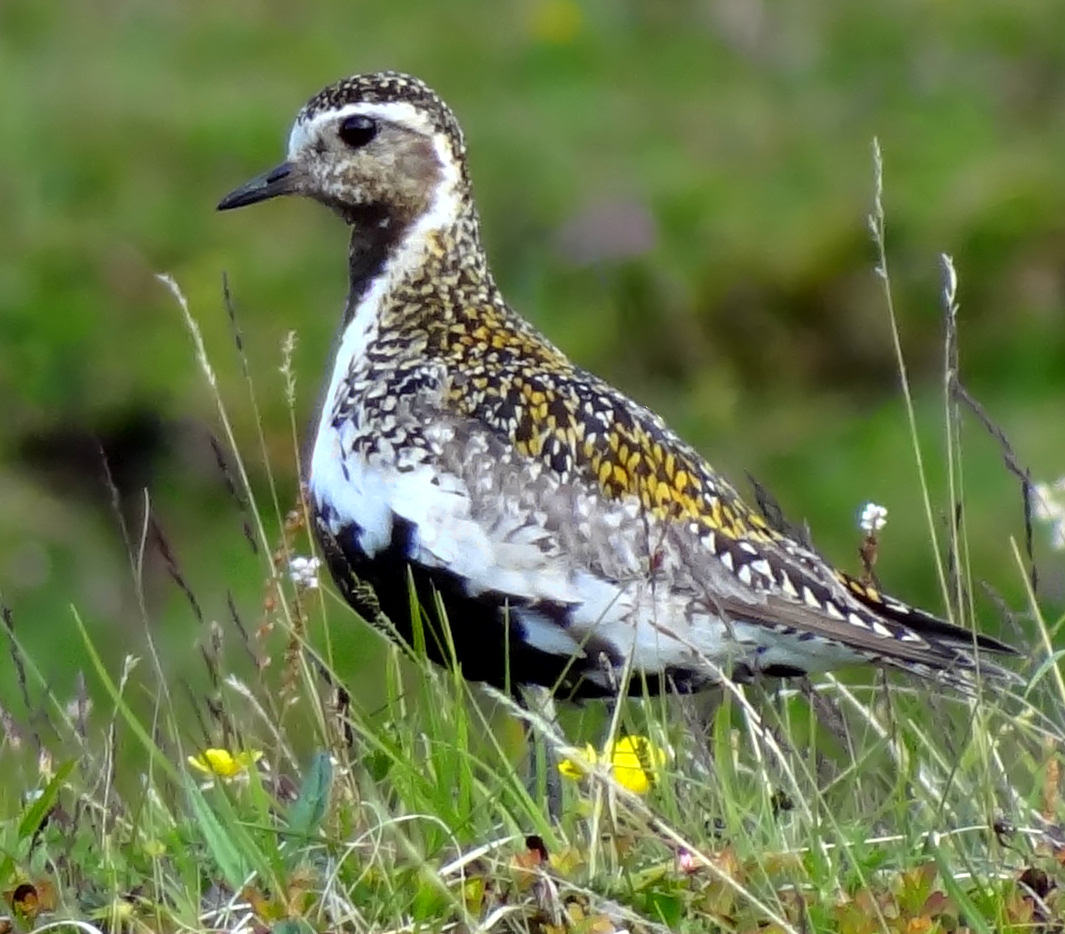
Ploier auriu (Pluvialis apricaria)
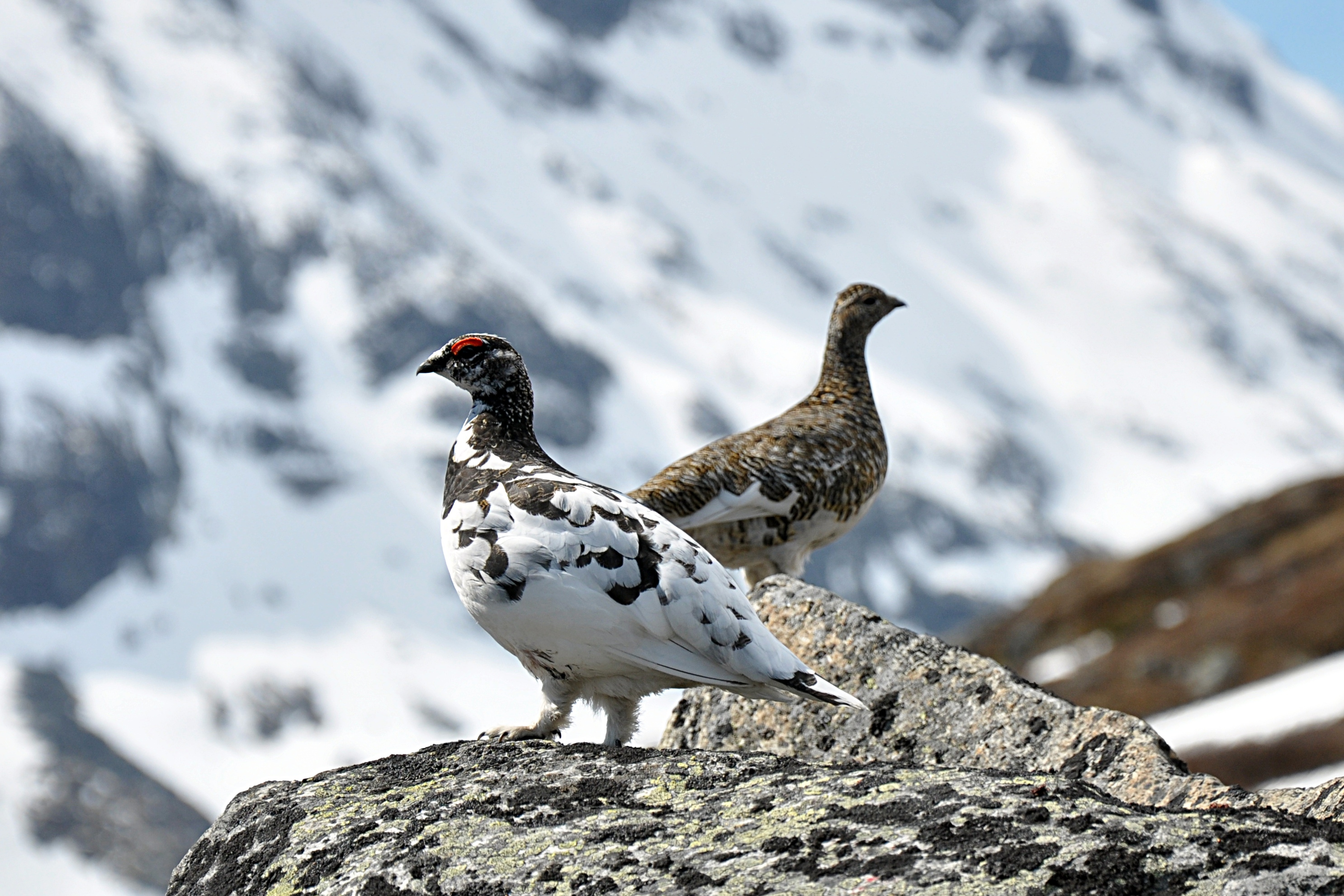
Potârniche albă
(Lagopus muta)

În vestul masivului Jotunheimen, din care face parte și vârful Galdhøpiggen, există o zonă populată de reni sălbatici, cu un efectiv de aproximativ 400 de exemplare, iar în estul masivului se găsesc turme de reni domesticiți, cu efectiv total de câteva mii de exemplare. În majoritatea lacurilor și râurilor trăiesc păstrăvi (Salmo trutta), iar în râurile de munte se mai găsesc somoni (Salmo salar) și vidre de râu (Lutra lutra).

## Istoric
Timp de mulți ani, geologii nu au știut că Galdhøpiggen era cel mai înalt vârf montan din Norvegia, recordul de altitudine fiindu-i atribuit vârfului Snøhetta din lanțul montan Dovrefjell, vizibil pe ruta Oslo-Trondheim. Prin urmare, nu au existat încercări de cucerire a vârfului Galdhøpiggen, în timp ce Snøhetta a fost escaladat pentru prima dată în 1798, în cadrul unei călătorii științifice în zonă. În 1844, geologul și alpinistul norvegian Baltazar Mathias Keilhau a întreprins două încercări nereușite de a ajunge pe vârf. Într-una dintre dintre acestea, a atins un vârf care a fost numit ulterior Keilhaus topp (2.355 m), foarte aproape de Galdhøpiggen, dar condițiile atmosferice aspre l-au forțat să se întoarcă.
Până în 1981, Glittertinden a fost considerat cel mai înalt vârf montan din Norvegia datorită ghețarului de vârf care acoperea vârful stâncos situat la o altitudine de 2.452 m. În ultimele decenii, cupola de gheață de pe Glittertinden s-a topit, drept urmare vârful a pierdut considerabil în înălțime, în prezent fiind considerat al doilea cel mai înalt vârf din Norvegia și Scandinavia.

### Prima ascensiune
Subiectul primului om care a escaladat Galdhøpiggen este o problemă care poate fi dezbătută. O săgeată din epoca târzie a fierului a fost găsită pe vârf, prin urmare unul sau mai mulți oameni trebuie să fi ajuns în zona vârfului în acea perioadă preistorică.
În 1850, trei localnici din Lom au reușit să finalizeze prima ascensiune înregistrată pe vârful Galdhøpiggen: ghidul montan Steinar Sulheim, profesorul Lars Arnesen și cântărețul bisericesc Ingebrigt Flotten.

### Alte ascensiuni
Prima femeie care a ajuns în vârf a fost fiica de 18 ani a lui Steinar Sulheim, Rønnaug Sulheim, în 1856. În 1864, Ole Røysheim și botanistul Axel Blytt au escaladat vârful dinspre Raudbergstulen prin Juvflye. În 1886, vârful Galdhøpiggen a fost atins pentru prima dată dinspre vest de către Richard Ball și Johannes Vigdal care au urcat creasta dinspre Storjuvtinden. În 1887, a avut loc prima ascensiune de iarnă reușită. Thomas Th. Heftye, Carsten Borchgrevink și Knud Vole au ajuns pe vârf în ziua de Crăciun.

## Turism
Activitățile turistice în zona vârfului Galdhøpiggen sunt posibile pe tot parcursul anului, dar înregistrează un minim în perioada noiembrie-februarie, din cauza întunericului și a temperaturilor scăzute. Schiul de fond în perioada Paștelui și drumețiile în perioada de vară sunt foarte populare, datorită vremii temperate și perioadelor mai lungi de lumină solară. Ascensiunea pe vârful Galdhøpiggen este o activitate extrem de populară, iar traseele sunt foarte aglomerate în weekendurile de vară și sărbătorile legale.

### Trasee turistice
- Traseul dinspre Spiterstulen este o ascensiune care nu necesită cunoștințe tehnice, cu o lungime de 6 km, cu o diferență de nivel de 1.478 m și o durată de 4-6 ore pentru urcare și 2 ore pentru coborâre. Majoritatea traseului parcurge terenuri stâncoase sau acoperite de zăpadă, în funcție de sezon. În apropierea vârfului, trebuie parcurse câteva secțiuni scurte de ghețar și pot fi necesare crampoane. Traseul este extrem de popular și foarte aglomerat în perioada de vară. Din Spitastulen, se trece podul peste pârâul Visa și se urmează ruta către vârful Galdhøpiggen, marcată până la vârf de o serie de pietre vopsite cu un „T” de culoare roșie. Traseul continuă pe un teren stâncos către creasta lungă care trece peste două vârfuri secundare în drumul spre vârf, Svellnosi (2.272 m) și Keilhaus top (2.355 m). Secțiunea finală dinspre vârful Svellnosi se face peste grohotiș, gheață și zăpadă[24][25].

- Traseul dinspre nord peste ghețarul Styggebrean este un alt traseu popular care începe la cabana Juvass (Juvasshytta, 1.840 m). Acesta este cel mai scurt traseu către vârf, cu o diferență de nivel de doar 629 m, necesitând traversarea ghețarului Styggebrean și urmând o creastă stâncoasă ușoară până pe vârf. Se recomandă parcurgerea traseului în echipă, asigurați cu coardă de alpinism și sub conducerea unui ghid[24][26].

- Traseul dinspre vest de la Geitsætra este un traseu mai lung, care evită aglomerația de weekend. Pornind de la Geitsætra din valea Leirdalen, traseul urmează Nørdre Illåe până la ghețarul Nørdre Illåbrean, urcă spre nord până la creasta Illåbandet care separă ghețarii Storjuvbrean și Nørdre Illåbrean, traversează ghețarul Storjuvbrean spre est, urcă pe Porten, un couloir[f] între Galdhøpiggen și Veslepiggen și continuă spre est, către ghețarul Styggebrean, până întâlnește traseul dinspre Juvasshytta[25].

- Traseul pe creasta Ymmelstinden-Storjuvtinden-Galdhøpiggen este un traseu pentru alpiniști experimentați, solicitant din punct de vedere tehnic (categoria a III-a UIAA), implicând opt vârfuri de peste 2.000 de metri, potențiale coborâri în rapel și navigare pe teren complex. Traseul pornește de la Complexul turistic Spiterstulen, parcurge ghețarul Svellnosbrean, urcă pe Ymmelstinden (2.305 m), traversează până la Storjuvtinden (2.344 m) și continuă de-a lungul crestei până pe vârful Galdhøpiggen. Aceasta este o rută clasică de alpinism pe creastă, fiind necesare corzi de alpinism. Rută de categoria a III-a UIAA[7].

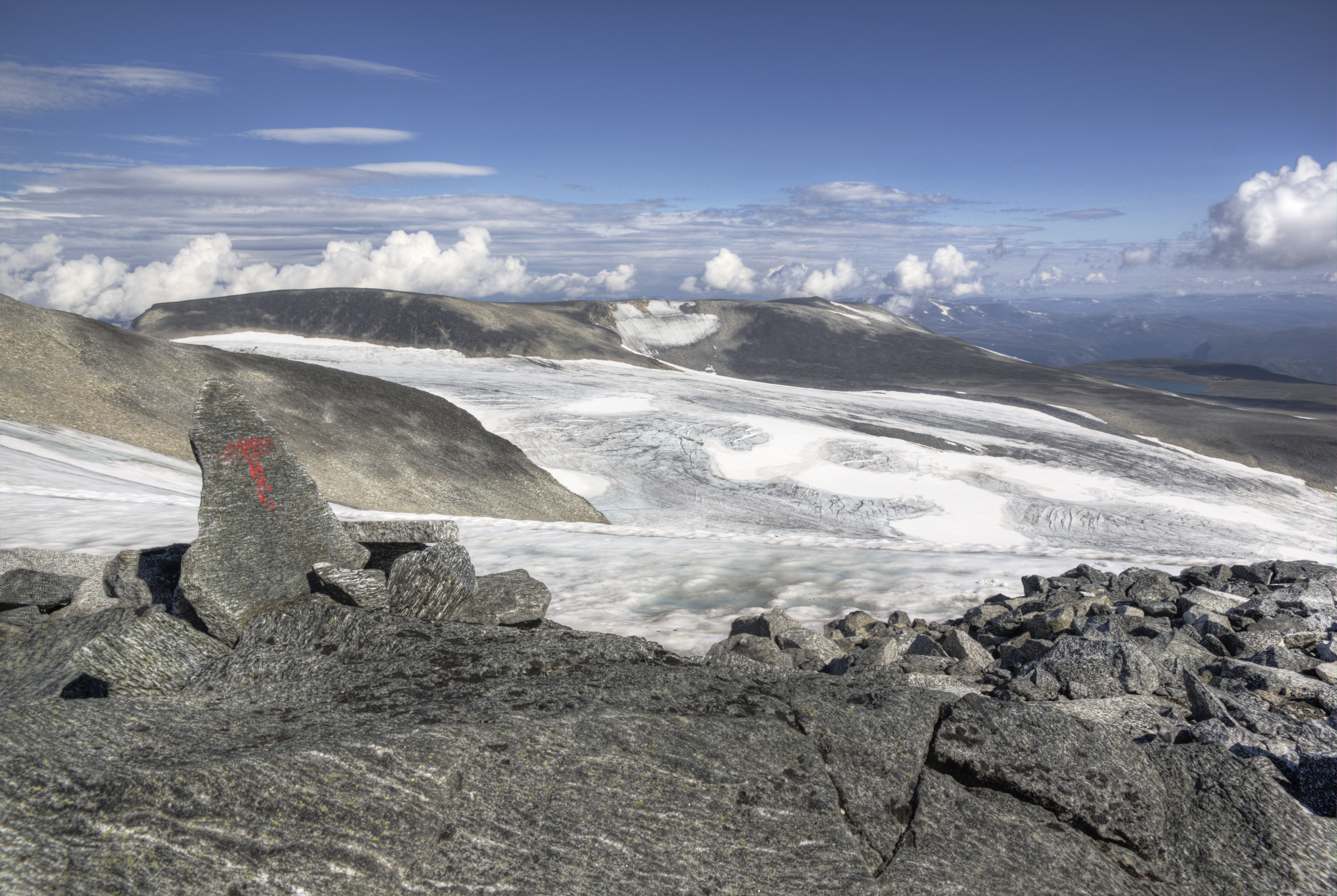
Marcaj pe traseul dinspre Spiterstulen
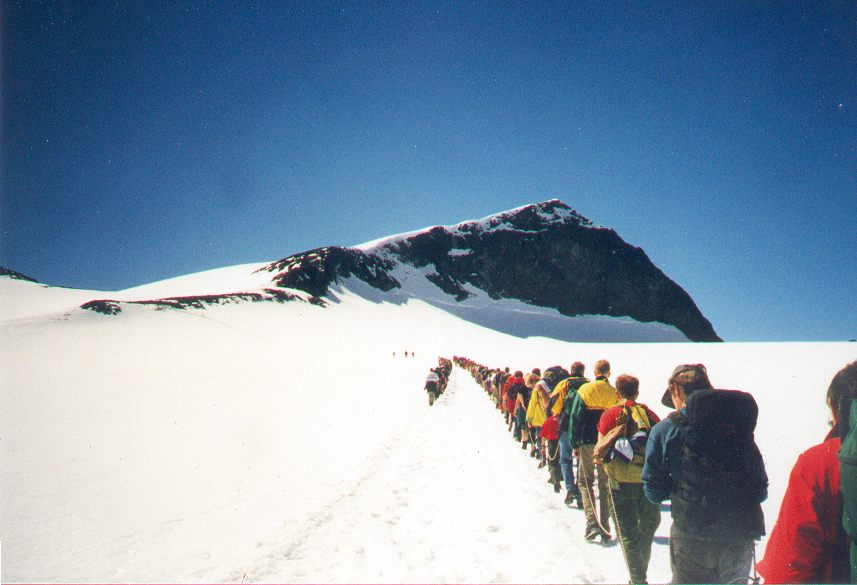
Traseul peste ghețarul Styggebrean
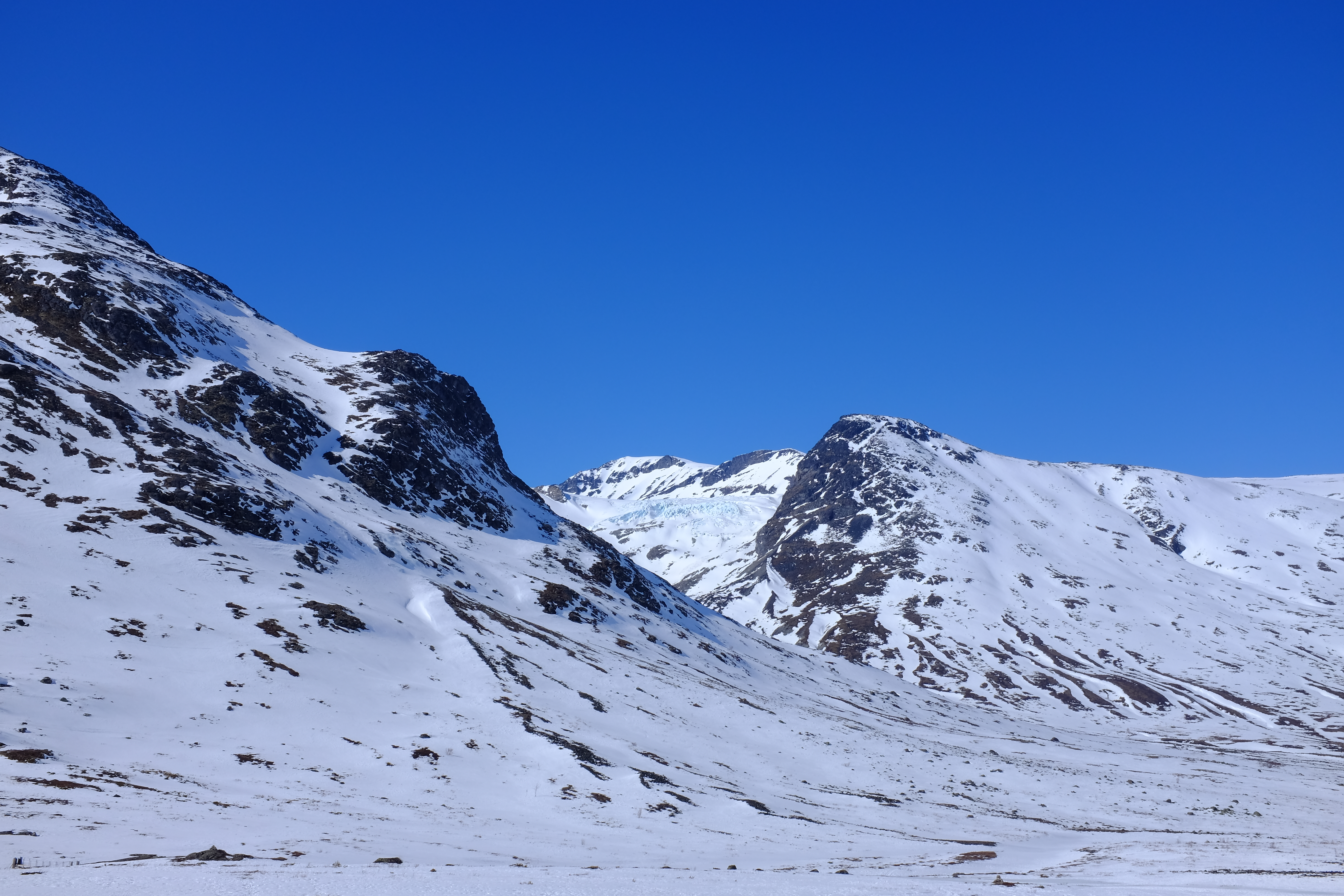
Traseul prin valea Visdalen, către ghețarul Svellnosbrean

### Cabane turistice
- Complexul turistic Spiterstulen (Spiterstulen Turisthytte, 1.111 m) are o capacitate de până la 280 de locuri și se găsește pe vechea rută prin valea Visdalen. A fost înființat în 1844 ca fermă montană, prima clădire separată pentru turiști fiind construită în 1874. Îndrumarea montană către Galdhøpiggen, contra cost, datează de la mijlocul anilor 1800. Caracterul tradițional s-a păstrat, complexul montan constând în căsuțe mai mici și mai mari și fiind administrat de la înființare de aceeași familie, în prezent la a opta generație.

- Cabana Juvass (Juvasshytta, 1.841 m) este cel mai apropiat punct de plecare către Galdhøpiggen și una dintre cele mai vechi cabane turistice din Norvegia administrate de o familie, fiind deschisă din mai până în septembrie. Are o capacitate de 144 de locuri în 50 de camere cu 1-5 paturi. În perioada 1 iunie - 15 septembrie se asigură zilnic, contra cost, tururi ghidate peste ghețar, până pe Galdhøpiggen.

- Cabana Lemonsjø (Lemonsjø Fjellstue & Hyttegrend, 863 m) este situată la capătul sudic al lacului Lemonsjø, pe autostrada FV51 Valdresflya, poarta de acces către valea Sjodalen, în zona centrală a Parcului Național Jotunheimen. Complexul include o cabană cu 4 camere duble, un apartament și o cabană cu câte 3 dormitoare cu 2 paturi fiecare și 10 căsuțe cu câte 6 locuri în două camere.

- Complexul turistic Weistad (Banken & Weistad, 461 m) este un complex turistic situat în zona centrală a localității Heidal, la marginea Parcului Național Jotunheimen. Complexul este compus din 7 căsuțe cu 2 până la 6 locuri și deține un camping cu 10 locuri pentru rulote.

- Cabana Fannaråk (Fannaråkhytta, 2.068 m) este cabana turistică din Norvegia situată la cea mai mare altitudine, pe platoul Fannaråk. Cabana este deschisă doar în lunile de vară, de la sfârșitul lunii iunie până la începutul lunii septembrie, în perioada de iarnă clădirile fiind adeseori complet acoperite de zăpadă. Fannaråkhytta are un dormitor comun cu 34 de paturi și o cameră pentru posesorii de câini cu 3 paturi.

- Cabana Sognefjellet (Sognefjellethytta, 1.400 m) se găsește pe malul lacului Fantesteinsvatnet. Capacitatea este de 80 de locuri în camere cu 1-4 paturi și 16 camere duble. Cabana este deschisă în perioada mai-septembrie și constituie o bază de plecare pentru o excursie pe Galdhøpiggen.

- Complexul turistic Raubergstulen (Raubergstulen Turisthytte, 1.000 m) este situat la capătul nordic al masivului Jotunheimen. Complexul montan este deschis între prima jumătate a lunii mai și începutul lunii noiembrie și deține 33 de camere în total, în regim single, double sau familial, cu 3-6 paturi. Mai sunt disponibile 51 de locuri în 7 căsuțe și cabane.

- Hotelul Elveseter (3*) (Elveseter Hotell, 675 m) este o fostă fermă de familie care găzduiește turiști încă din 1870, inclusiv familii regale, șefi de stat sau exploratori celebri. Este situat în valea Bøverdalen, la 18 km de vârful Galdhøpiggen. Hotelul deține mai multe clădiri cu camere de 1-4 locuri și 8 cabane cu 2 până la 6 locuri. Lângă hotel se găsește una dintre cele mai înalte coloane din lume, Sagasoylen, 34 de metri înălțime, un monument național care ilustrează elemente importante din istoria Norvegiei.

- Hotelul Røisheim (2*) (Røisheim Hotell, 500 m) este situat pe malul râului Bovra, pe drumul FV55 Sognefjellsvegen. Deține camere cu 1-4 locuri și este deschis din mai până în septembrie. Legendarul alpinist britanic William Cecil Slingsby, care a sosit în Røisheim în 1874 și s-a întors de multe ori de atunci, a scris în celebra sa carte Norway, the northern playground („Norvegia, locul de joacă din nord”) că Røisheim va fi întotdeauna punctul de plecare pentru escaladarea Galdhøpiggen, cel mai înalt vârf din Europa de Nord.

- Refugiul montan Krossbu (Krossbu Turisthytte, 1.267 m) este una dintre cele mai vechi cabane montane din Norvegia, având o capacitate de 100 de locuri în două clădiri. Este situată lângă drumul FV55 Sognefjellsvegen, șoseaua aflată la cea mai mare altitudine în Europa de Nord. Cabana se deschide în perioada Paștelui și se închide în septembrie.

- Complexul turistic Jotunheimen (Jotunheimen Fjellstue, 1.000 m) este situată în zona centrală Sognefjellet, de-a lungul drumului FV55 Sognefjellsvegen, la 30 km vest de Lom și la 50 km sud de Skjolden. Deține 18 camere cu unul, două sau trei locuri și este deschis în fiecare weekend din mai până în septembrie și în fiecare zi de la mijlocul lunii iulie până la jumătatea lunii august. Drumețiile către Galdhøpiggen urmează traseul dinspre Spiterstulen sau traseul peste ghețarul Styggebrean, via Juvasshytta.

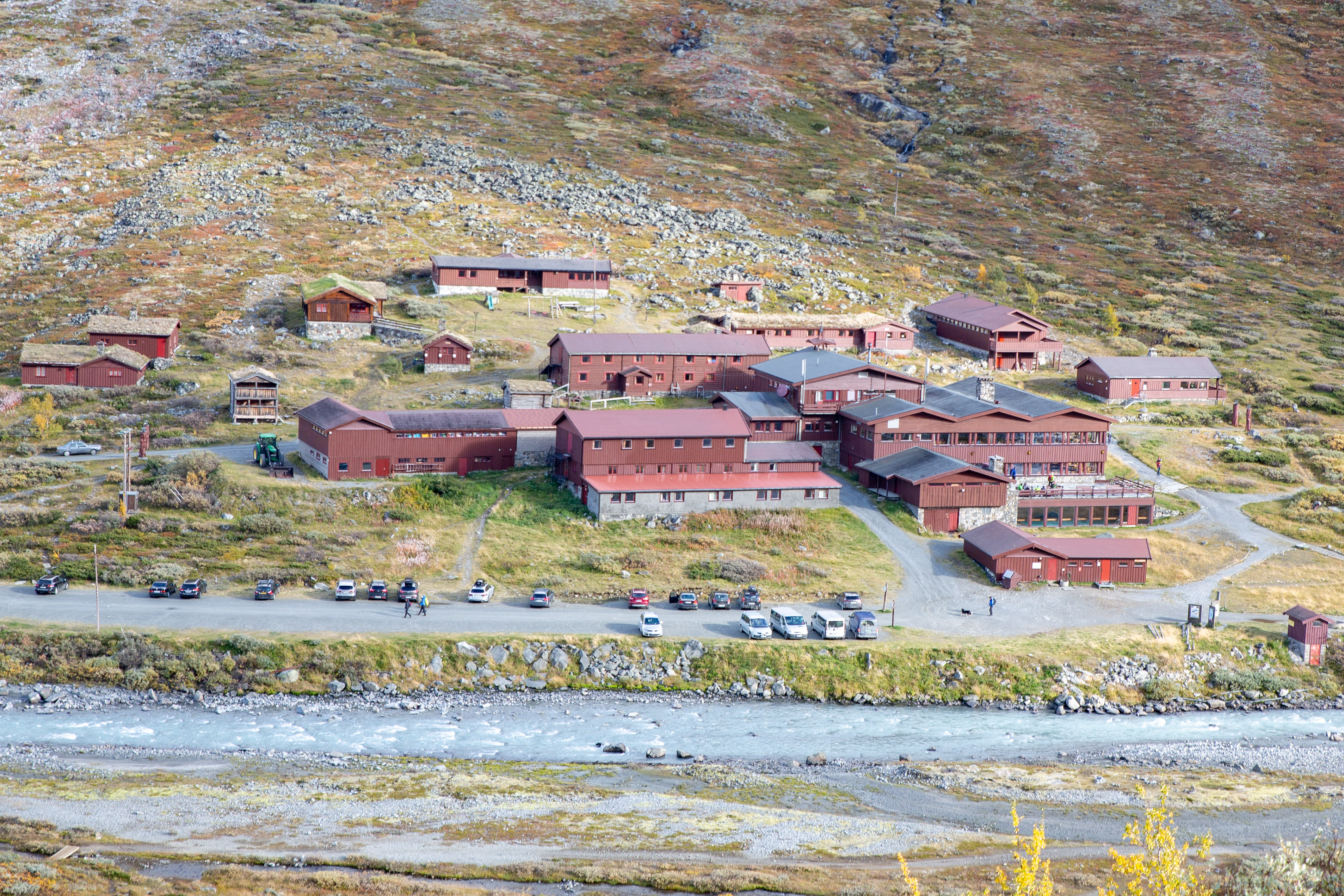
Complexul turistic Spiterstulen Spiterstulen Turisthytte
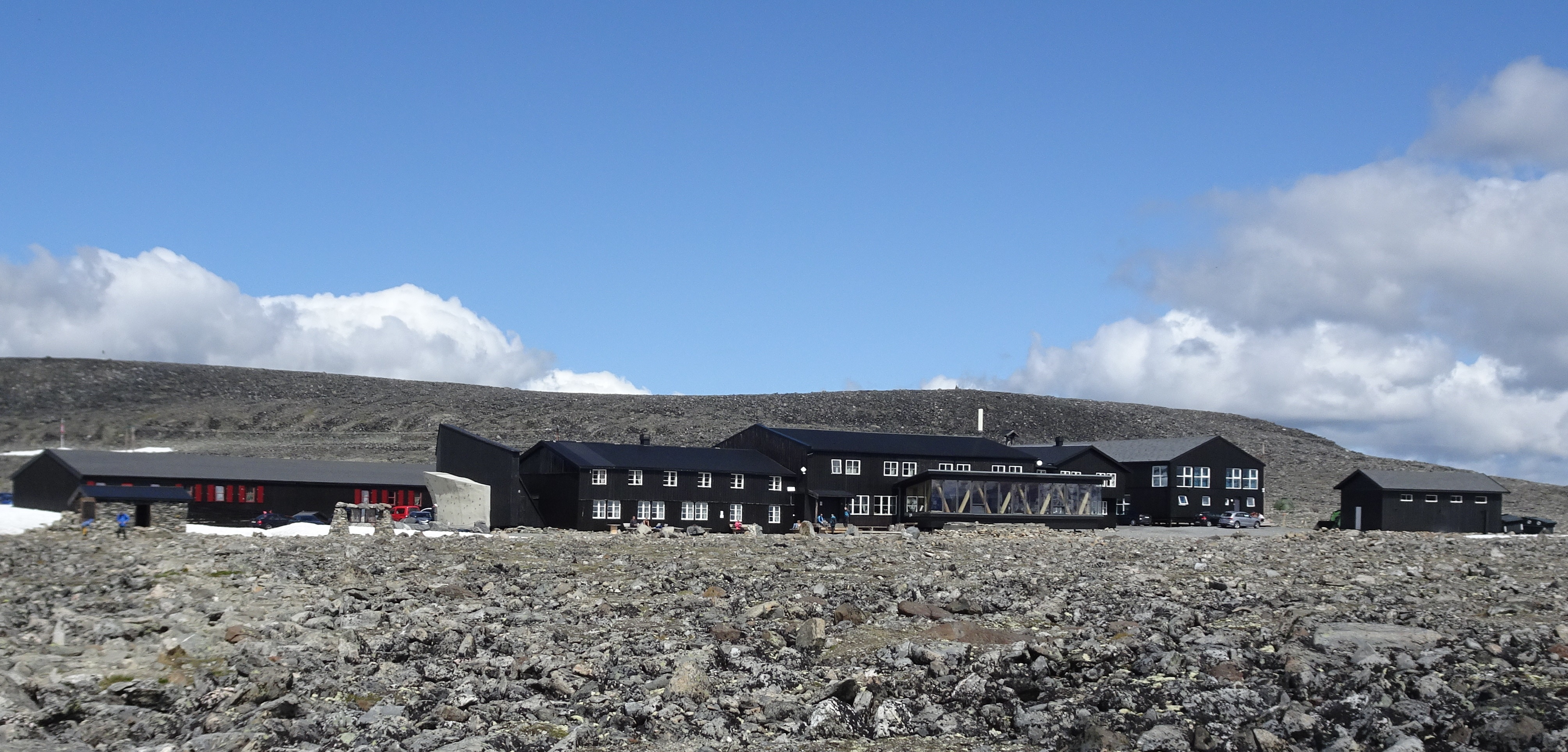
Cabana Juvass Juvasshytta
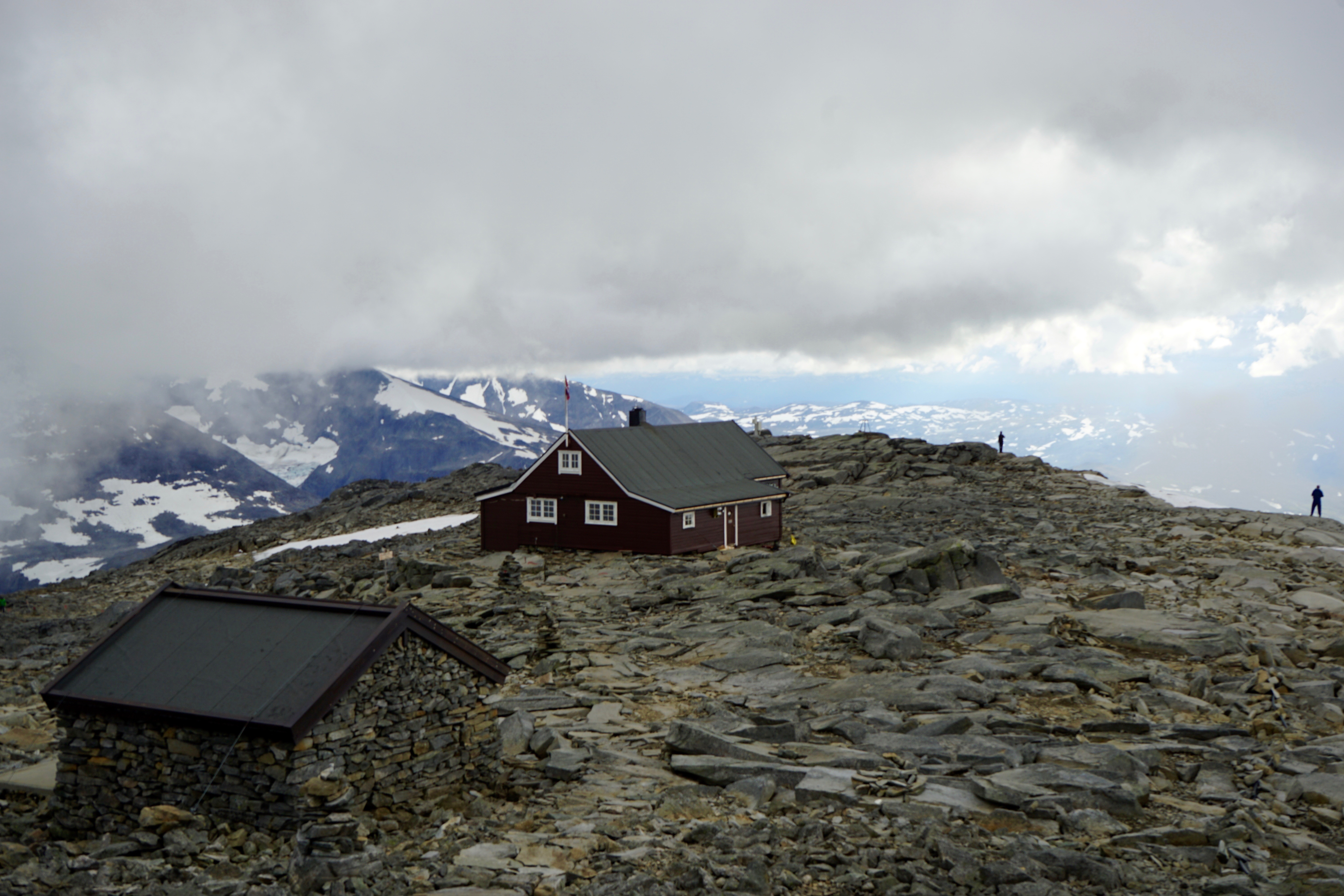
Cabana Fannaråk Fannaråkhytta
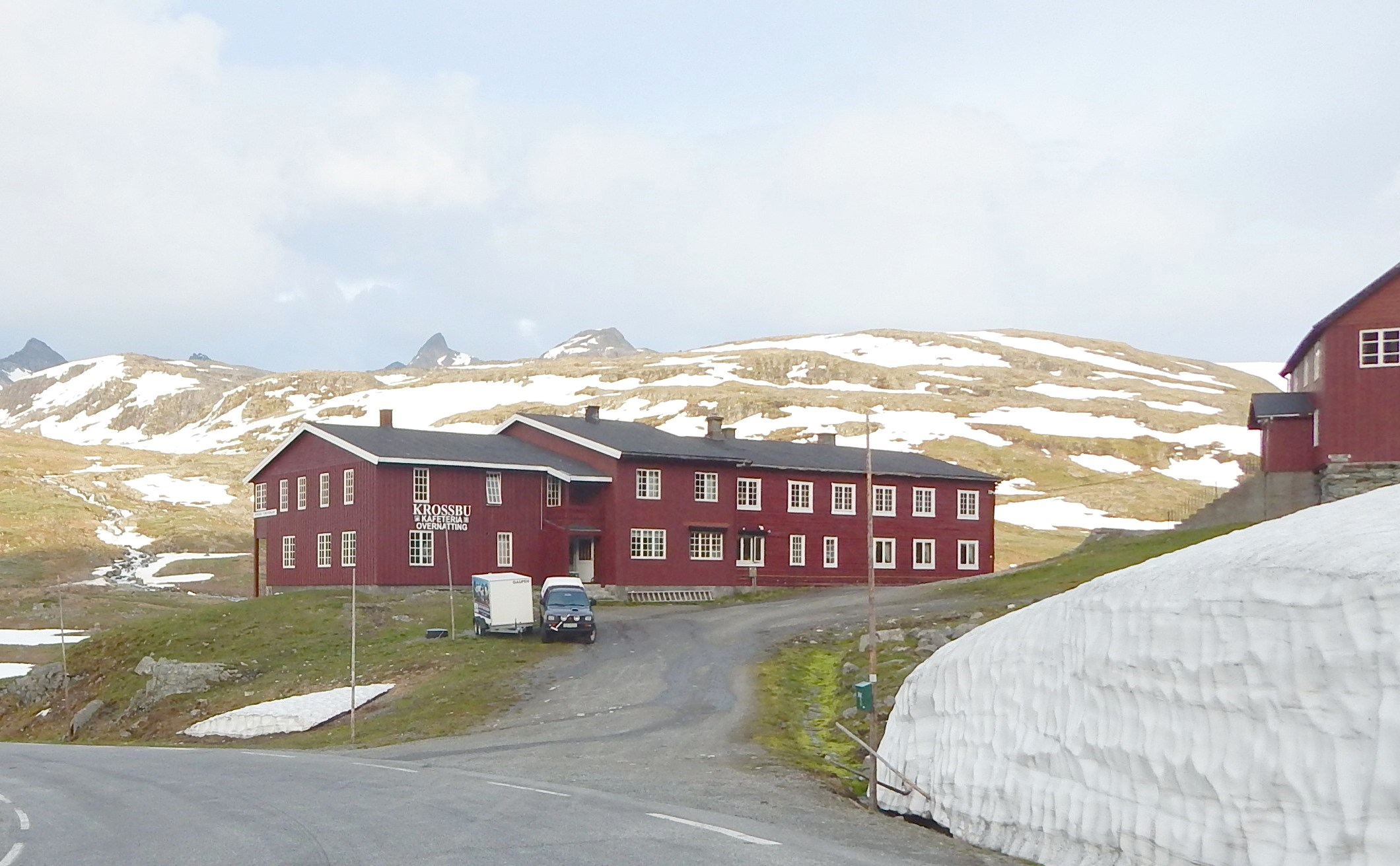
Refugiul montan Krossbu Krossbu Turisthytte
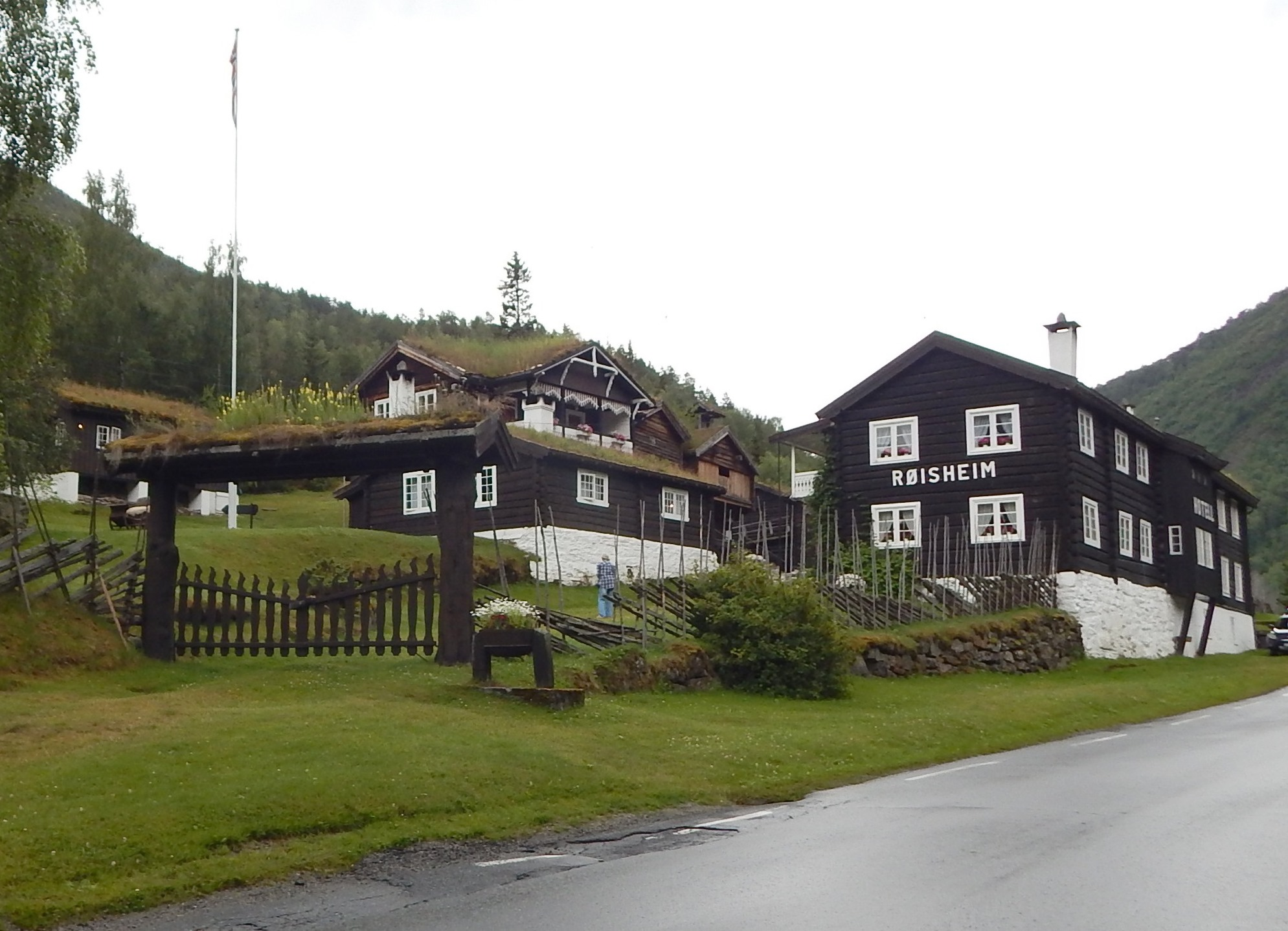
Hotelul Røisheim Røisheim Hotell
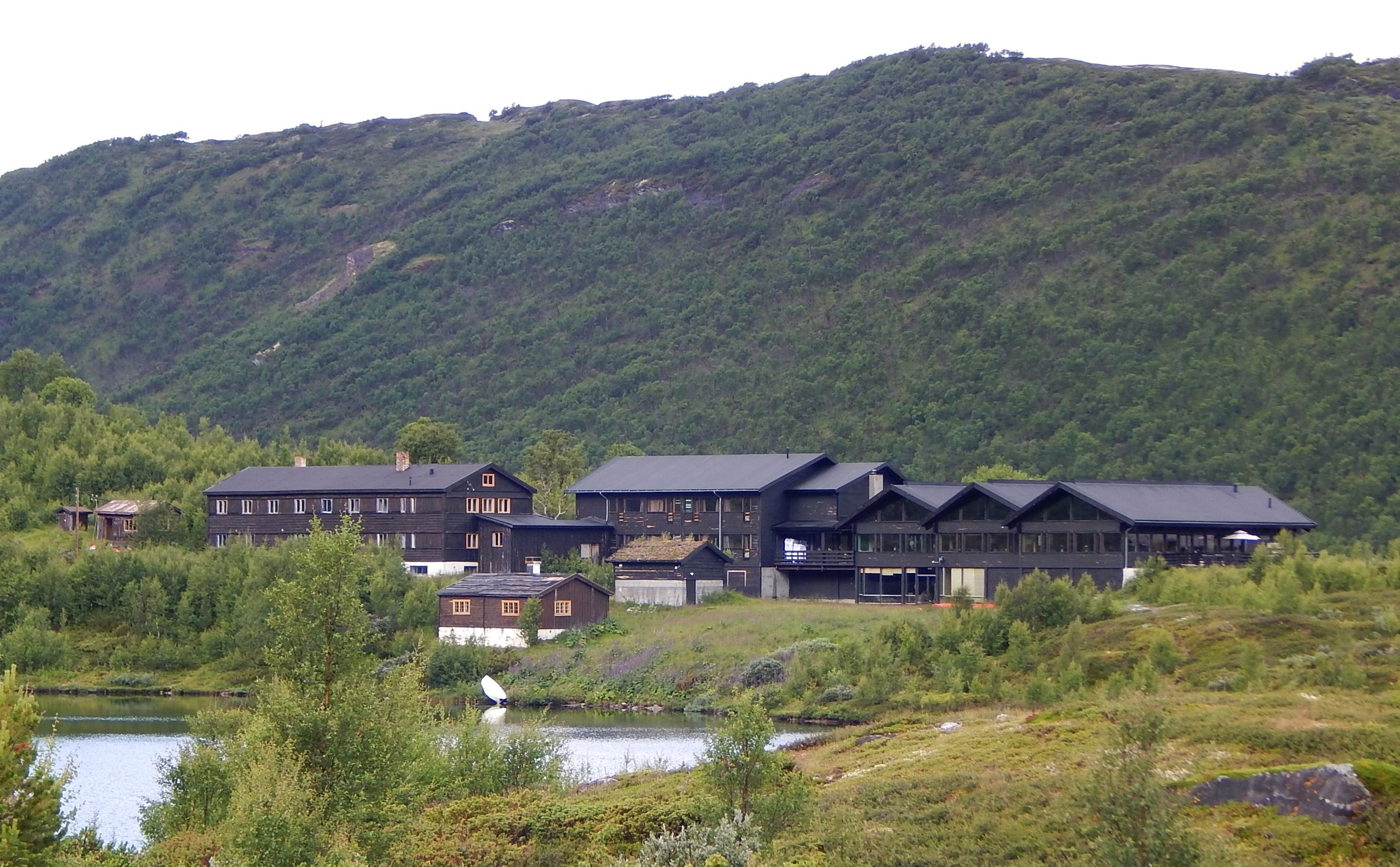
Complexul turistic Jotunheimen Jotunheimen Fjellstue
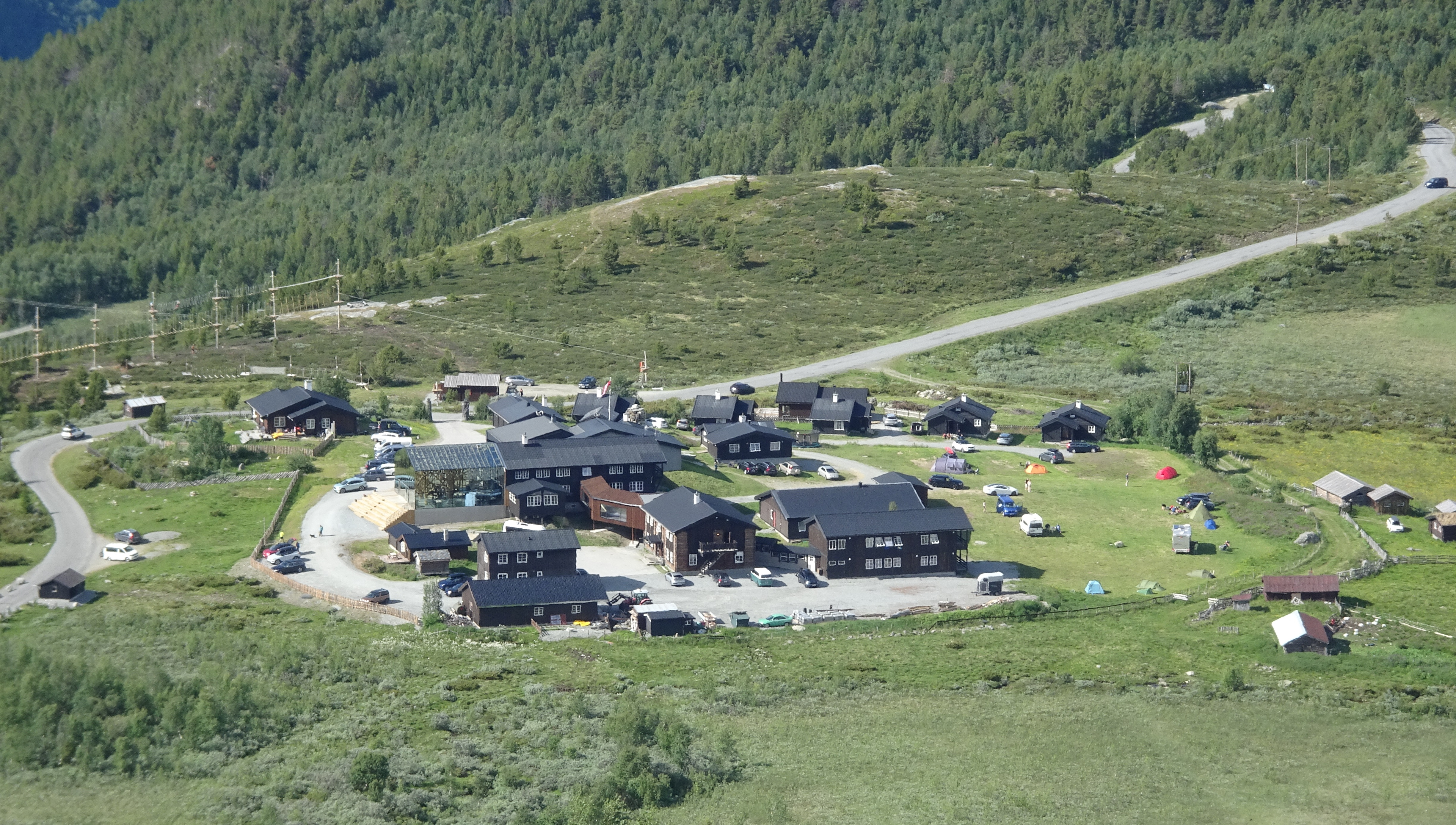
Complexul turistic Raubergstulen
Raubergstulen Turisthytte

### Centrul estival de schi Galdhøpiggen
Centrul estival de schi Galdhøpiggen (Galdhøpiggen sommerskisenter), numit în mod popular Juvass este o bază alpină de sporturi de iarnă situată în apropierea cabanei Juvass, pe ghețarul Vesljuvbrean, la o altitudine de 1.850 de metri, fiind centrul de schi din Scandinavia situat la cea mai mare altitudine. 
Baza montană dispune de o instalație de teleschi cu o capacitate de 1.200 de persoane pe oră și care măsoară 1.400 de metri lungime, ceea ce o face cea mai lungă astfel de instalație din Norvegia. Ghețarul pe care este montată instalația are o suprafață de aproximativ 1.400×1.000  m, iar diferența de nivel este de aproximativ 350 de metri, terenul fiind potrivit atât pentru schi, cât și pentru snowboarding. Cabana Juvass (Juvasshytta) se află la aproximativ un kilometru de Centrul estival de schi Galdhøpiggen. Aflat la nord de vârful Galdhøpiggen, Centrul de schi este deschis doar în perioada de vară, de obicei din mai până la sfârșitul lunii octombrie. În ultimii ani, ca urmare a topirii ghețarului, se folosesc tunuri de zăpadă pe tot parcursul sezonului, pentru a suplimenta zăpada naturală.

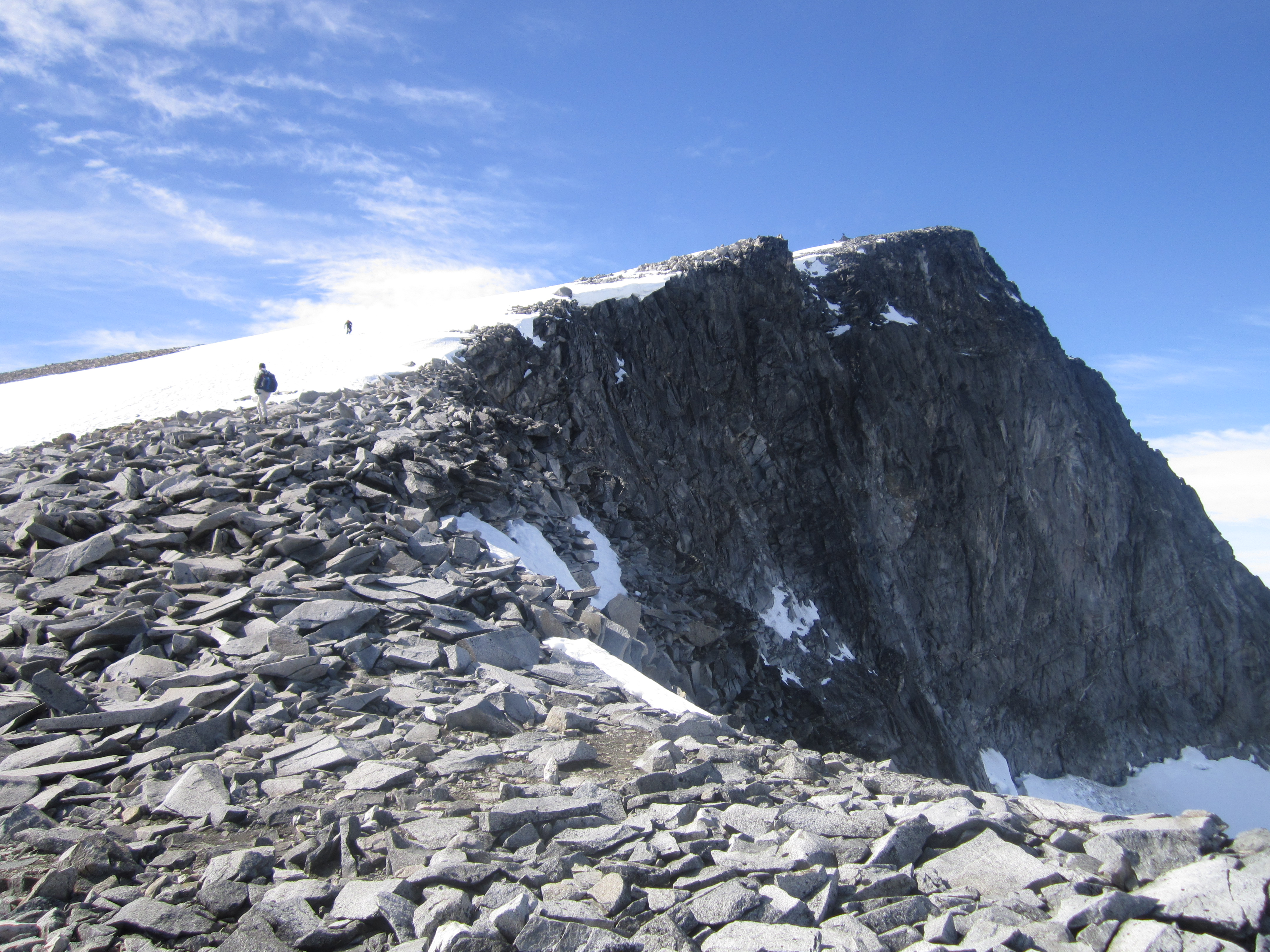
Galdhøpiggen
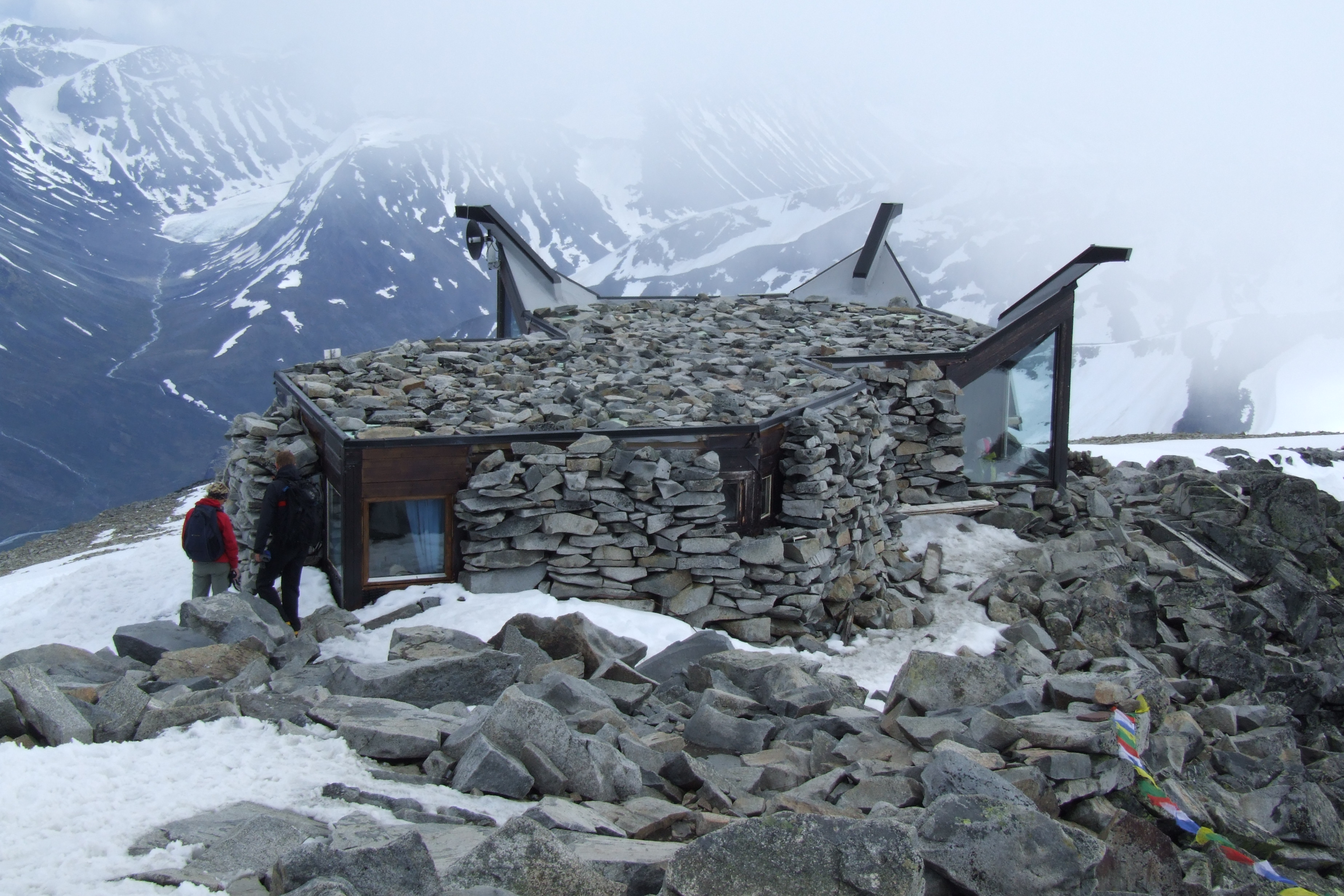
Knut Voles hytte, cabană pe Galdhøpiggen
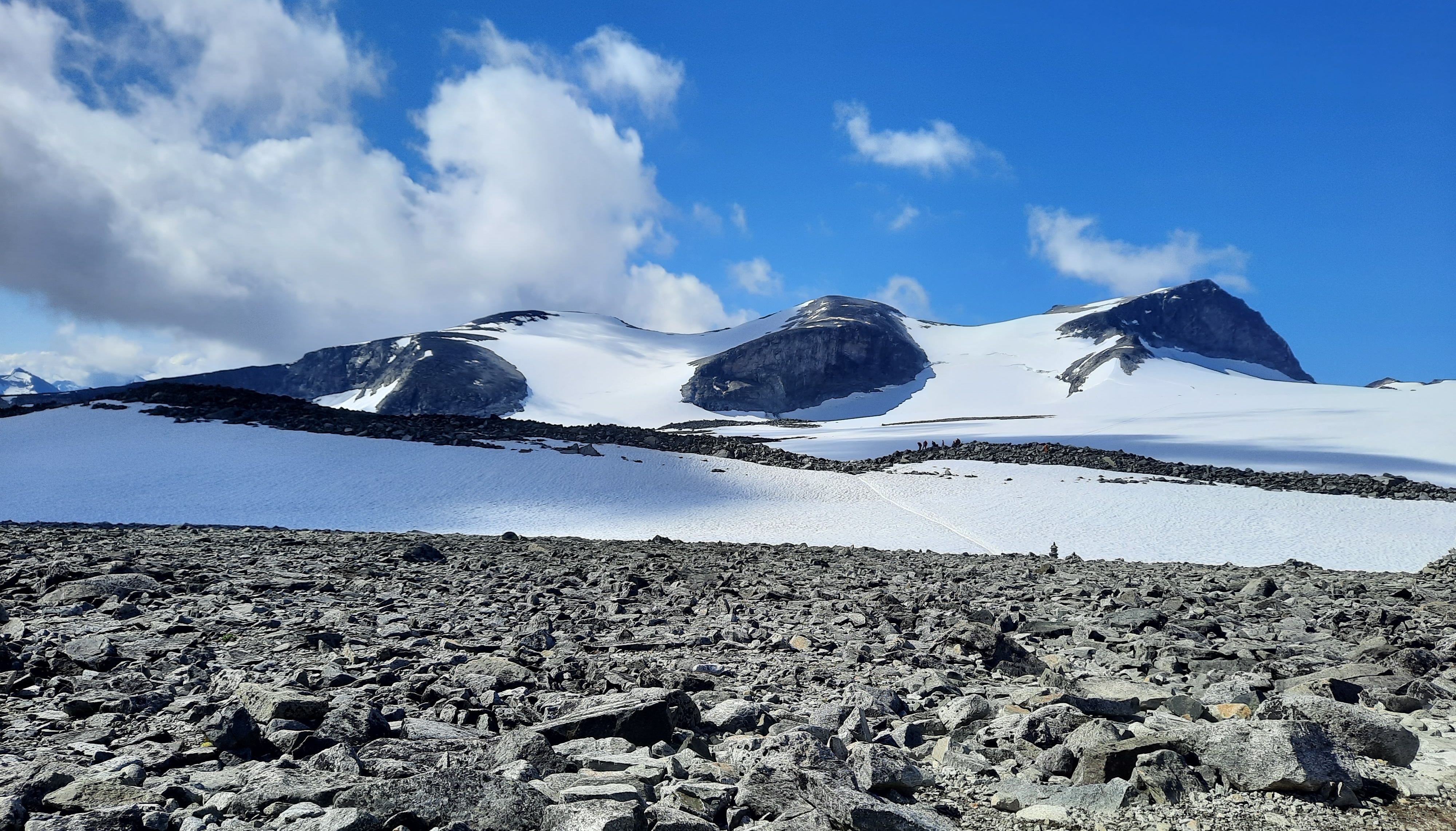
Vârfurile Svellnose, Keilhaus topp și Galdhøpiggen
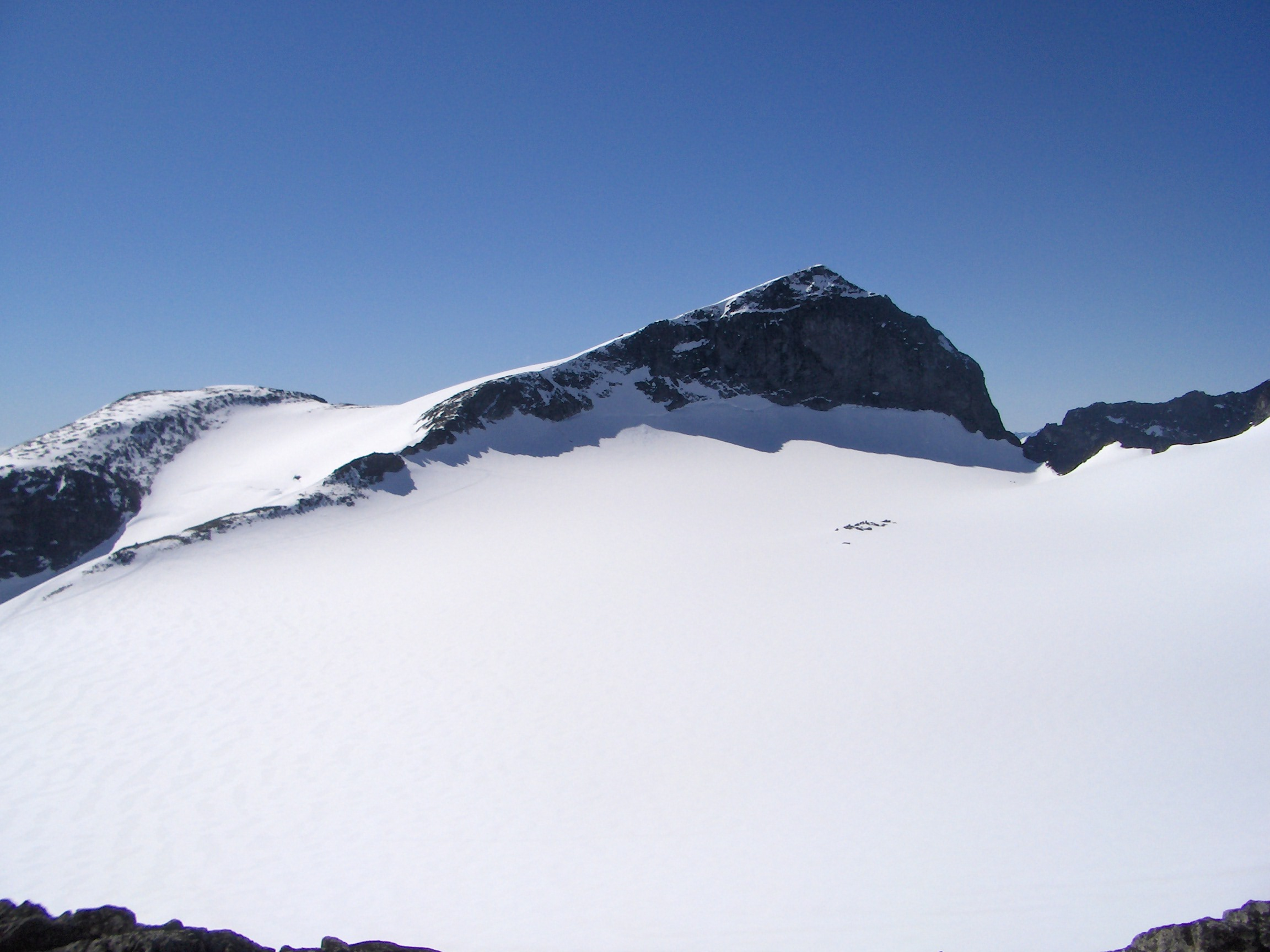
Ghețarul Styggebrean, la nord de Galdhøpiggen
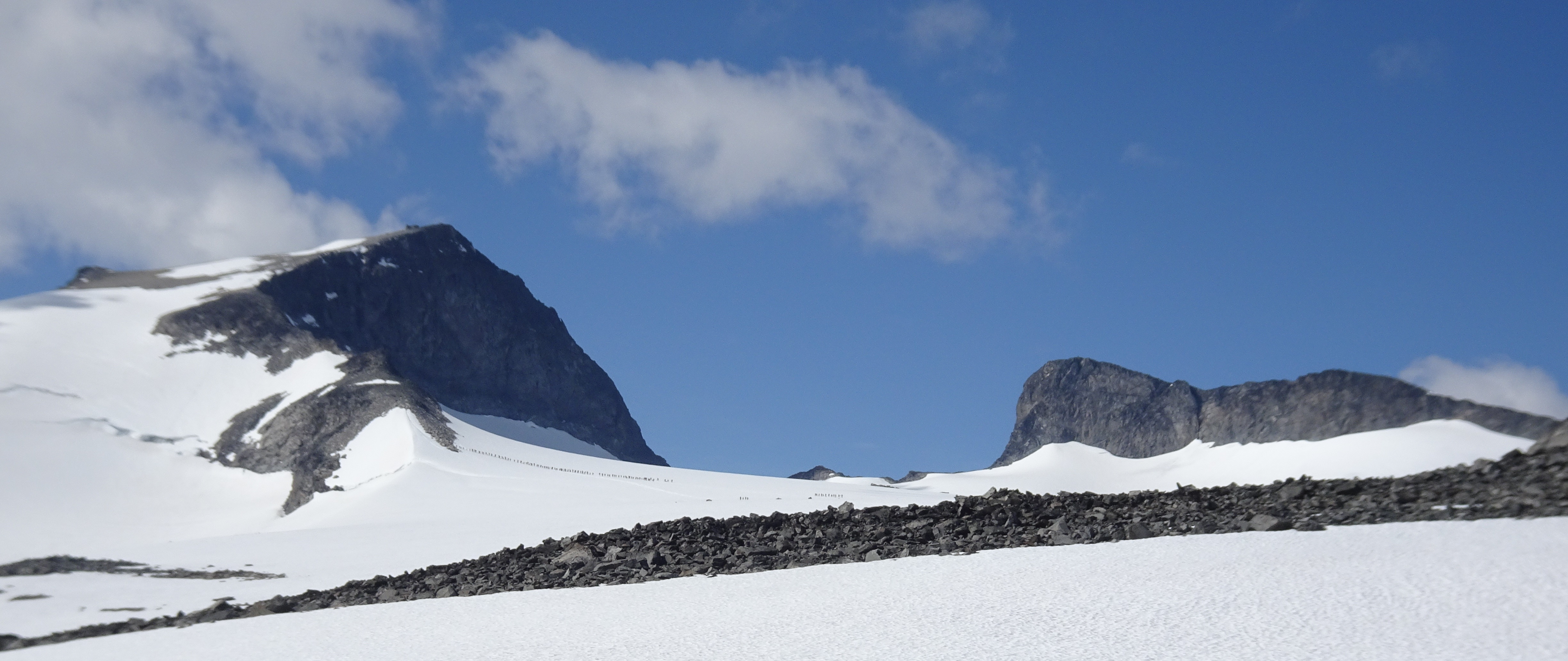
Couloir-ul[f] Porten dintre Galdhøpiggen și Vesle Galdhøpiggen

## Hărți și ghiduri
- „Turkart Galdhøpiggen [Harta turistică Galdhøpiggen]”. Kartverket. Autoritatea de cartografiere din Norvegia.